# ハヤテのごとく!の登場人物
ハヤテのごとく!の登場人物（ハヤテのごとくのとうじょうじんぶつ）では、畑健二郎の漫画作品およびそれを原作とするテレビ東京系アニメ『ハヤテのごとく!』に登場する人物（およびそれに類する人間以外のもの）について説明する。
なお、当該作中登場人物の一人である西沢歩については、作中では主に「西沢さん」の呼称が用いられるが、本項では以下「歩」と表記する。

## 三千院家関係者
当主は三千院財閥の長である帝。直接の血縁は孫のナギのみ（帝の妹の娘であるヒスイとジェニーも血縁のはずだが、何故か除外されている）。その財力は作中で他者を（第2位さえも）はるかに超越する第1位である。物語はナギと彼女に仕えるハヤテとマリアを中心に展開していく。帝は石油王であるほか、M.H.E（ミカド・ハイパー・エナジー）は三千院家の傘下にある。
綾崎 ハヤテ（あやさき ハヤテ）
声 - 白石涼子　 演 - ジョージ・フー
本作の主人公で、ナギに雇われて三千院家に仕えるようになった執事。両親が作った1億5680万4000円の借金を背負っており、自他ともに認める不幸体質で度々トラブルに巻き込まれる。

三千院 ナギ（さんぜんいん ナギ）
声 - 釘宮理恵　 演 - パク・シネ
本作のヒロインであり、メインヒロイン。三千院家の令嬢。気は強いが若干ひきこもり気味で漫画・アニメ・ゲームが好き。ハヤテと自分が相思相愛だと思っている。

マリア
声 - 田中理恵　演 - ティア・リー
ヒロインの1人。三千院家に仕える美人で有能なハウスメイド。ハヤテとナギにとって年上のお姉さんのような存在。

クラウス / 倉臼 征史郎（くらうす せいしろう）
声 - 三宅健太
三千院家の執事長。1946年4月18日生まれのA型。59歳（初登場時58歳）。身長181cm。体重80kg。独身。
カタカナで呼ばれるがれっきとした日本人で、カイゼル髭が自慢。お金で物事を解決するのが老人の戦い方だと思っているが、本当はかなり有能で強い。必殺技はクラウスキック。姫神が辞めて以降、ナギの後任執事を自ら探していた。
サンデー掲載時のキャラクター紹介に「ハヤテをクビにしようとしている」と書かれている。女装したハヤテに惚れたこともある。
ナギには嫌われ気味で、いろいろと問題を起こすためナギやマリアにクビにしたほうがいいと言われてしまったこともある。
ナギが三千院家の屋敷を追われることになった時、帝からナギとの同行を禁じられた。
かつては紫子付きの執事で、その頃は長髪のイケメンでメガネをかけていなかった。29歳の時に幼い頃の紫子（当時6歳）に求婚されており、その時に彼女からの結納品として別棟ムラサキノヤカタを手に入れている。ナギが三千院家の屋敷から出ていくことになったため、ナギたちの新居としてムラサキノヤカタはナギに引き渡した。その後は一人で三千院家別宅の管理を住み込みでしている。
初期はかなり上位の存在で、渋くてかっこいいナイスミドルとして登場していたが次第に出番が少なくなり、近年はそれをネタにされることもある。さらにナギやマリアにも存在を忘れられて悲観の余り生霊となったり、タマにパスポートを焼かれたり（ただしタマはハヤテのパスポートを焼いたと思っていた）とかなり悲惨な役回りとなっている。原作より出番の多いアニメでは変態度が強調され、その系統のキャラクターとして定着しつつある。アニメ第4期ではハヤテと交代制でムラサキノヤカタの執事を担当している様子が描写された。
三千院 帝（さんぜんいん みかど）
声 - 西村知道
ナギの母方の祖父。妻と娘（紫子）は他界しており、現在の直接的な血縁は孫のナギだけであるが嫌われている（ヒスイとジェニーの母親である妹の生死は不明）。ナギには厳しいが、マリア・愛歌には弱い。
かなりの慧眼でシリアスな雰囲気を携えている一方、声優のライブを鑑賞したり、月箱を購入しようとするなどオタク趣味を持つ描写もあり、人物像は一定しない。ハヤテ・愛歌に謎のペンダント、全部で9個ある秘宝「王玉」を与えた。自身も王玉のペンダントを持っている。幼い日のアテネが滞在した「王族の庭城（ロイヤル・ガーデン）」にも関わりを持つらしく、アテネ・姫神と共犯だと述べている。幼い日にハヤテが出会ったサンタを思わせる描写がある。白皇学院の5人の理事の内の一人。
親戚中に「ナギに泣いて謝らせることができた者（継承候補者に限る）に三千院家の遺産を全て相続させる」と宣言したが、後にハヤテの希望により「まずはハヤテを亡き者にすること」に条件を変更した。ハヤテの持つ王玉がナギによって破壊されたため、公約通りナギに三千院家の遺産の相続権の消失と三千院家の屋敷からの追放を言い渡したが、ハヤテの直談判でハヤテが王玉を手に入れれば相続候補の一人とし、屋敷にも返すことを約束した。
三千院 紫子（さんぜんいん ゆかりこ）
声 - 皆口裕子
帝の一人娘でナギの母。1968年12月23日生まれのAB型。享年28。身長152cm（生前）、体重40kg（生前）。バストはEカップ。
ニックネームは「ゆっきゅん」。所謂天然で「一人では何も出来ず、しかしだからこそ誰からも愛される」ような好人物。栗色の髪をしている他は、ナギとよく似た、ナギが大人になったような容姿をしており、普段はチェックのストールを愛用。初穂やナギによれば、どこか「ハヤテと似ている」という。ナギを深く愛しており、ハヤテに夢の中で「ナギのことをよろしくお願いね」と頼んだ。伊澄の母親である初穂とワタルの母親である美琴からは姉のように慕われていた。昔かくれんぼをして遊んでいた際に、「伝説の秘宝」である「王玉」を見つけた。ラスベガス空港のスロットマシーンで大当たりするなど、幸運であったという。
体がとても弱かったらしく、入退院を繰り返していた。1997年3月13日（ナギが5歳の時）に他界。新婚旅行の思い出の地である下田にある小さなお墓で、ナギが物心つく前に亡くなった夫と共に眠っている。命日にはナギや縁のある人達が下田に集う。
幼少の頃はクラウスに惚れている様子があり、言葉の綾でムラサキノヤカタをクラウスに取られてからも、いつかムラサキノヤカタの地にタワーマンションを建ててそこに一緒に住むことを一匹の野良猫と約束した。
第12巻の巻末のおまけページに登場し、底抜けに明るい調子の天然ボケと毒舌で盛り上げ、第13巻と第16巻、第24巻、第28巻では巻末を担当した。
また、「神様に選ばれたような人」とアテネに表現されており、「王族の庭城」に入った描写がある。
「王族の庭城」へ入る前、綾崎ハヤテの兄であるイクサに助けられたと思わせる一コマがある(第18巻第3話4頁)。時期、愛用しているチェックのストール、手の出し方、口調などから、三千院紫子と考えられる。
ただし、18巻と25巻の回想シーンでは、インナーの色の違い（白⇒黒）がある。
元は作者の未発表作品に登場するヒロインの母親。
アニメ第1期第24話にワタルの幼少時代エピソードで登場。EDのスタッフロールでは「ナギの母」だった。
アニメ第3期では泥棒のシン・ハイエックと出会い執事にし結婚していたことが語られている。第7話冒頭コントでは自身を「ゆっきゅん」と名乗っていた。
タヌキ
声 - 日高里菜
アニメ第3作の最終夜にて初登場。ハヤテが永遠回路・黒椿の中で遭遇した狸のぬいぐるみの姿をした住人。ハヤテに対して「黒椿が不幸を招くのは、黒椿の中に閉じ込められた魂が嘆くから」、「誰かに自分の魂と引換えに幸運を分け与えたければ、女装して魂のステージで熱唱しなければならない」と説明した。
アニメ第4作・第11・12話では時計男と共にハヤテの夢の中に登場。ハヤテが真夜中12時までに誰かとキスをしなければ「黒椿の嘆き」によって「ナギとの永遠の別れが訪れる」と語った。その正体は黒椿の中に留まっていた三千院紫子の魂であり、ナギがハヤテや仲間達と共にある事を見届け、安堵しながら時計男（シン・ハイエック）と共に消滅した。
初柴ヒスイ（はつしば ひすい）
ナギの4人目の友人で、帝の妹の娘。ジェニーの姉でもある。人並み外れた強欲さで三千院家の財産に固執しており、メイドの夜空を従えて暗躍している。王玉の絡む物語全体の謎についても、色々と知っている節がある。れっきとした遺産相続候補者の一人だが、帝は彼女にだけは絶対に遺産を譲らないと決めている。顔の右側に大きな傷痕があるが、詳細は不明。
法仙 夜空（ほうせん よぞら）
ハヤテがタマをムラサキノヤカタに移送するときに出会った謎の少女。後にムラサキノヤカタに部屋を借りに来るが、ナギにはねつけられた。ムラサキノヤカタの土地や王玉の秘密に関わる「28代目」の写真を狙っている。行動の目的は「王城の箱庭」にあるようで、そこに入るために王玉と、その候補者を狙っている。ムラサキノヤカタに封印されていた「王城の箱庭」にあった棺が発見された際にはそれを処分している。式神らしきものを使っていたり、伊澄の符術さえも受け止めるなど人間離れした戦闘力を持つ。2700年以上前から存在しているかのような言動が見られるが、真相は不明。現在はヒスイに仕えるメイドであり、ヒスイの意に従って行動している模様。
ジェニー
声 - 佐藤利奈
ヒスイの妹。片言でしゃべる。ナギが母親が亡くなった直後にアフリカに行った時、ナギがタマと出会った際に一緒に行っていた。当時の年齢は4歳とのことだが、ナギの回想の中では長身かつスタイルが良い金髪の女性で、大人にしか見えない。忍術口寄せの術を使い、動物と話すことができる。銃を背負っているが、実は税関の土産物コーナーで購入した銃型ライター。
姫神 葵（ひめがみ あおい）
ハヤテの前のナギの執事。ナギと仲が良かったようだが、三千院家から出て行った。
必殺技「三千院奥義」の使い手。シスターが聞いた噂によると、王族の力を奪おうとして解任されたとのこと。また、「王族の庭城」にあった棺の中から幼少期の姫神が写った写真が出てきている。
咲夜からは「姫神にーやん」と呼ばれていた。
小説版第1弾の設定ではボイラー室の地下4,000メートルに原子炉を作っている。これは練馬全体の電力をまかなえるらしく、いくら制御棒を抜き差ししても壊れない。
作者は原作とアニメの姫神は姓は同じでも全くの別人であり、下の名前も違うとコメントしている。よってアニメでは登場していない。アニメの姫神に関しては下記を参照。
ナギのSPのみなさん
声 - 大須賀純（第1期）、相馬幸人（第2期）、佐々木啓夫（第2期）、川上貴史（SP隊長 / SP001）
ナギの身辺警護に当たる黒服の大男たち。各人に数字のコードネームがついている。アニメ第34話によると2000人位いるとのことだが、ナギは全員の顔とコードネームを把握している。
マリアの付き人のように行動することが多く、給与関係を握られているため主のナギを差し置いてマリアに従うこともある。心配性だが、実際には警護の仕事を全うできておらず、ナギをすぐ見失うなど間が抜けている。そのため最終的には執事のハヤテに頼る形になることが多いが、一方でアニメではハヤテのことを「お嬢さまの執事」と敬称を付けずに呼んでいた他、カバー裏漫画ではナギの命令でハヤテをボコボコにしている。
シン・ハイエック
下記を参照。
牧瀬恋葉（まきせこのは）
クラウスと同様、帝が王玉を邸宅の地下に隠し持つ際雇ったバイト警備員。ハヤテに買収され、後に惚れる。

### 三千院家の動植物

#### ペット
タマ
声 - 小杉十郎太
大型のホワイトタイガー。言葉をしゃべり、デフォルメ時には平然と二足歩行し、パソコンや携帯電話も普通に使いこなす、規格外の生物。

シラヌイ（白野威）
声 - 阿澄佳奈
額に十文字の傷がある子猫。1月20日頃生まれ。拾われた時点で生後1か月くらい。命名の由来はナギがハマっていたゲームから。黒猫だが、襟元、尻尾の先と、額の十字模様が白い。首に大きな鈴を付けられている。
ヒナギクが拾ってきたが、ヒナギクの義母が猫アレルギーだったのでナギが飼うことになった。一目でナギやヒナギクを虜にするほどの可愛さを持つが、その一方でタマを陥れるほどの狡猾さを持ち合わせる。飼い主のナギの生活態度の酷さに大いに呆れている。
当初プロフィールにトラ（＝タマ）が苦手という記載があったが、後にタマとの絡みも多く見られるようになる。
ラッキー
三千院家で昔、庭で放し飼いしていた犬。
ハヤテの幼稚園時代に泉を襲っていた犬も「ラッキー」と呼ばれて反応しており、詳細がバックステージで明かされている。
化け猫
ムラサキノヤカタに住み着いていた猫の集団のボスで、シラヌイを「新入り」と呼んでいる。元は幼少期の紫子がムラサキノヤカタで餌を与えていた野良猫で、彼女と「いつかクラウスと結婚してタワーマンションに一緒に住むけれど、自身は病気療養でいなくなるので、それまでの間に執事（クラウス）が浮気をして女を連れてきたら懲らしめる」ことを約束した。以来ムラサキノヤカタはナギたちが入居するまで猫たちが維持管理をしていた。執事であるハヤテがヒナギクと泉を連れてきたのを目撃したため泉に憑依してハヤテを襲うが、紫子のストールを身につけたナギを目撃して憑依を解いた。

#### 三千院SPアニマル部隊
密かにナギをサポートする動物たち。マリアにいろいろと仕込まれている。
ポコ吉
高尾山でナギ達の所に迷い込んだ子ダヌキ。ヒナギクが命名。ウサギに誘惑され迷った挙句に頑張って逃げるという頑張り屋な性格を演じた。
ウサギ
高尾山でナギ達の所に現れたウサギ。サングラスをかけお菓子を食べ、PSPのようなゲームをしながら、ポコ吉を草のふかふかしたベッドに誘う役を務めた。

#### その他の動植物
練馬区の65%を占めるといわれる三千院家の庭には、得体の知れない生物が生息している。
大蛇
三千院家の裏庭に食卓の花を取りに訪れたハヤテ達の前に現れた体長100m程の大蛇。タマとの死闘の末敗れた。
伝説のカキの木
三千院家の庭の川の上流にある見上げるほど大きな伝説のカキの木で、枝には年中おいしいカキが実っている。ジーパンを履き、意思を持っていて言葉を喋り、カキを取ろうとする者を腕のような枝で虐殺しようとする。

### ナギナギランドの関係者
森の妖精たち
声 - 日野聡、四宮豪
三千院家の敷地内にある遊園地「ナギナギランド」にいるマスコットキャラクターたち。着ぐるみであることを否定している。アトラクションの管理などもしている。ナギを襲おうとしたエイトを袋叩きにしたこともある。ナギの来園頻度のため客に飢えている。
ケレ・ナグーレ
森の妖精たちのリーダー的存在で、ウサギのマスコットキャラクター。語尾に「ニュ」をつける。ハヤテ曰く、「嫌な名前」。

### ミカド・ハイパー・エナジー（M.H.E）関係者
牧村志織の作ったロボットたちについては、牧村志織#ロボットを参照。
牧村 志織（まきむら しおり）
声 - 佐藤利奈
M.H.E.の人型介護決戦兵器開発主任。天然ボケの眼鏡っ娘マッドサイエンティスト。上司の命令により母校である白皇学院に教師として赴任。

部長
声 - 大須賀純
志織の上司。才能はあるのに、ずれた考えで研究をしたことによる志織の度重なるロボット開発失敗に業を煮やし、開発者に大切な「人としての心」を学ばせるため白皇学院へ送り込む。原作とアニメでは容姿が異なり、原作はサングラスをかけた男性、アニメでは髭を生やした男性となっている。

## ムラサキノヤカタの住人
三千院ナギが三千院家を去った後住み始めたムラサキノヤカタは、アパートとしてナギ・マリア・ハヤテ・タマ・神父の他にも何人かが同居している。
桂 ヒナギク（かつら ヒナギク）

アリス
第28巻よりムラサキノヤカタに越して来た、某国の姫を名乗る少女。身長92cm、体重17kg。正体は何らかの理由で姿が幼児化し、力と記憶を失ったアテネ(後述)。失ったそれらを取り戻すべく、かつての自分が最大の信用を置いていたハヤテを頼って「王の剣」である「白桜」を求め、愛歌（後述）の手引きでその保持者であるヒナギクと共に3か月ほどを暮らすこととなった。部屋はヒナギクの部屋で、押入れの中で寝ている。当初はハヤテと同居することに動揺したヒナギクに拒絶されていたものの、彼女のハヤテへの想いを知り、半ば脅迫する形で同居を認めさせている。
嗜好や習癖、怜悧な気質は記憶を失う前と変わらないように見えるが、見知らぬ場所で見知らぬ人々と暮らす現状には「普通の少女」として不安を抱えている面もある。
記憶を失っているはずだが、単行本第33巻第3話ではハヤテに対し「コツコツ積み上げてきたものほど、あなたは派手に失ってきたでしょ？」とハヤテの過去にふれる発言をしている、また、三千院帝とも正常に会話しており、厳密には記憶を失ったというより、人格がハヤテと出会ったころに逆行している。
またナギほどではないが、寝ぼすけなところがあり、寝ぼけているとはいえ、タマの奇行を怪しまない、天然ボケな一面も。
春風 千桜（はるかぜ ちはる）
後記を参照。
水蓮寺 ルカ（すいれんじ ルカ）
声 - 山崎はるか
GW最終日に千桜が行った同人誌即売会で出会った少女。1989年1月8日生まれのA型。16歳。身長149cm、体重33kg。個人サークル「フライ・ドルフィン」を主宰。1億5028万1000円の借金を背負っている。
父は一発屋のロック歌手で、母はB級アイドル。夢破れた両親が自分達の代わりに夢をかなえてもらうため、両親が自分達で芸能事務所「フライ・ドルフィン」を設立し、幼少期から徹底的にアイドルとしての教育を施され、圧倒的な実力を得た。しかし、弱小事務所では芽が出ず、両親に秘密で超大手芸能事務所のオーディションを受け圧倒的な演技で合格。そのまま1年でアイドルとなるが、両親は自分達の手でルカをアイドルに出来なかったことを苦に昨年のクリスマスイブにそれまでの教育費1億5028万1000円の借金を残して失踪。それを返済する義務はなかったが親との絆のためあえてそれを背負っている。借金は事務所が立て替え、給料の全ては借金の返済に充てられている。
そのせいか、ハヤテと出会うまでの食生活はスーパーの半額弁当をよく食べるなど乱れ、所持金もほとんどなく仕事の間の移動も徒歩でPSPでゲームをする程度の貧乏な私生活を送っている。
アイドルに関しては両親の夢であるが、本来の自分の夢は漫画家。3月に仕事で足橋剛冶の仕事場訪問に行った際にショックを受け、本気で同人誌を描くことを決意した。
コンサートの際は凛々しいが、素は多少コミカルな一面があったり執事服を着たハヤテを男性だと気づかなかったりするなど、マリアが認めるほどの天然。また、不幸に巻き込まれたり上記のように借金を背負わされていたりなど、ハヤテと共通する部分もいくつかあり、千桜も「綾崎くんみたいな人」と称している。また、幼少期からアイドルのことに関してのみであるが英才教育を受けていたり、漫画家を目指していたり、足橋剛冶の漫画にショックを受けたりとナギと共通した部分もあり、ハヤテとナギを足して二で割ったようなキャラになっている。人付き合いもよく、人見知りするナギとあっという間に打ち解けた。
お忍びで「コミサン」会場に来ていたところ、夜空が仕向けたロボットとの戦闘をしていたメイド服姿のハヤテと出会う。彼女はこの戦闘に巻き込まれて全身打撲の重傷を負うが、女性と勘違いしたままでハヤテに救助され、コンサート会場まで送ってもらったうえに当日の公演のサポートを受けている。かなりの重傷にも関わらず平然とコンサートをこなした。
出会った当初はハヤテを女性だと思っていたが、執事服姿のハヤテを目撃したことにより彼の性別に疑問を抱くようになり、そして美希や理沙がハヤテの女装に首を突っ込んできたことにより、ハヤテが男性であることを知った。その際ハヤテから恥ずかしがって逃げ出してしまうものの、トラックに轢かれそうになったところを助けてもらったこととハヤテからの謝罪もあって和解は出来た。それ以降、ハヤテを異性として意識するようになる。なかなか告白できずにいるヒナギクや歩と異なって積極的で、「告白したらハヤテは恋人になってくれるか」と相談したこともある。実際に療養中の山小屋でハヤテの不意を突き口付けをし、同時に告白するが、断られてしまう。ナギに対しても同人誌対決で1億5千万（とハヤテ）を賭け、自分が勝てばハヤテと結婚するつもりで勝負を挑んだ。
ヒナギクをアドバイザーにして同人誌を作り、6月の「コミサン」に30部発行して販売したところ、午前中に全て完売し圧勝。同人誌勝負に完敗したナギに、8月に開催されるコミケでの勝負を受けて立った。しかし、この同人誌販売がファンと偽った夜空の謀略でマネージャーに知られてしまい、禁止を言い渡されるがそれに反発してマンションを出て「ムラサキノヤカタ」に引っ越してきた。ストレス性胃炎で体調もすぐれない中、コミケの同人誌対決で、ナギに僅差で敗北した（実際はわざと気味悪がられる仮面をつけていた）が、両親との再会と和解を果たす。アイドルは借金返済のため仕方なく続けていたと考えていたが、同人誌の制作と休業中一回だけ行ったライブを通じてアイドルの仕事を続けていたのが自分自身の夢のためでもあったことに改めて気づき、アイドルを続けることを決意し、ムラサキノヤカタを退室した。
劇場版では登場することやOPテーマを歌うことが大きめにピックアップされていたが、登場は冒頭のライブ映像のみで、BD版においてもナギと会話するシーンがわずかに追加されただけだった。アニメ第3期『CAN'T TAKE MY EYES OFF YOU』では第一夜から登場し、EDは彼女のプロモーションビデオ風の演出となっている。しかし、劇中での出番はラスベガスで開催されたライブで熱唱する様子のほか、物語の幕間に挿入される劇中劇で今後の展開を示唆する謎めいた台詞を語ったり、ナギの依頼でハヤテ（シン）を誘い出すために結婚指輪を付けてTV出演する程度で、ハヤテたちと直接会話するシーンはない。アニメ第4期『Cuties』でアニメでの本格的なレギュラー出演となった。時系列としては既にムラサキノヤカタを退室した後であるが、その後もムラサキノヤカタを訪れている様子。
第三回人気投票では選択肢として載っていたが、本格的に登場する前だったためか、30位以下だった。
剣野 カユラ（つるぎの カユラ）
声 - 日笠陽子
ワタルが退学したことにより、新たに飛び級で白皇学院に編入した少女。1992年2月14日生まれのO型。13歳。身長143cm、体重30kg。劇場版で先行登場した。
テント暮らしをしていたところをムラサキノヤカタに間借りし、ナギたちと友人になる。
夢破れた漫画家である両親の影響で、漫画・アニメに関して凄まじい知識を持ち、名前もアニメキャラにちなんでつけられており、自分で漫画を描いてもナギやルカより優れているが、当面自分で漫画家となるつもりはない。テント暮らしをしていたのも、限定版を早く買うためで、飛び級をしているのも学業の時間がもったいないからである。実家は現在、北海道で小さなゲーム会社を経営している。数々のコスプレを披露しており、劇場版のコンセプトアートで初登場した際にはネタバレに配慮するため、カロッゾ・ロナのコスプレをしていた。
同居人として同人誌勝負をするナギやルカに辛口ながらも的確なアドバイスを与えている。
アニメでは、ナギや千桜と漫画の評価などを巡って度々張り合う様子が描かれている。
飛び級なのでハヤテ達とは同学年だが、劇場版ではヒナギクのことを「無敵先輩」、美希のことを「オールバック先輩」と呼び、生徒会三人娘をまとめて「三人組先輩」と呼んでいた。
名前は「鎧伝サムライトルーパー」の迦遊羅（かゆら）が由来で、作者である畑の両親がサムライトルーパーの大ファンだったことに起因しているという。
西沢 歩（にしざわ あゆむ）

ツグミ・ルリ
後記を参照。

## 愛沢家関係者
三千院家の親戚。関西系。愛沢グループを経営している。お笑いに拘りがある家柄でもある。財力は鷺ノ宮家に次ぎ、ラスベガスにも家があるが、三千院・鷺ノ宮両家とは水をあけられている。自宅で遊園地を経営したり、メイド喫茶を経営している。
愛沢 咲夜（あいざわ さくや）
声 - 植田佳奈 
愛沢家の長女。関西出身で、お笑いが好き。 ナギや伊澄の姉貴分で、ワタルの理解者でもある。

ギルバート・ケント
声 - 奈良徹
咲夜の腹違いの兄で、隠し子。咲夜も最近まで知らされていなかったようで、兄扱いはされていない。本人曰く、即興で考えた謎の組織「ラッキークローバーズ」に所属。三千院家の財産を手に入れるため、ナギを狙った。
元は作者・畑の前作『海の勇者ライフセイバーズ』の登場人物だが、物語内の時系列では本作が先。ハヤテに敗れた体を鍛えるために水泳を始め、オーストラリアでライフセービングに目覚めた。

咲夜の父
声 - 小西克幸
年齢は30代。三千院家の親戚。かなりの天然でお笑いのセンスにも乏しく、愛沢家に恥をさらすような一面も多い。ラジコン好き。外国でギルバートをもうけたことは、触れてはいけない過去となっている。
アニメ第1期最終話では、ヒナギクや歩の宿泊先のホテルにいた。
愛沢 日向（あいざわ ひなた）
声 - 児玉明日美
咲夜の妹。10歳。咲夜をそのまま縮めたような容姿をしている。お笑いが大好きで、朝斗とよく漫才をする。ハヤテを痴漢扱いするなど、ハヤテに対しては冷たい。
愛沢 朝斗（あいざわ あさと）
声 - 恒松あゆみ
咲夜の弟。10歳。お笑いが大好きのようで、日向とよく漫才をする。ハヤテに対しては冷たい。
愛沢 夕華
咲夜の妹。8歳。本編未登場。
愛沢 葉織
咲夜の妹。4歳。本編未登場。
巻田（まきた）、国枝（くにえだ）
奈良徹（巻田）、大須賀純（国枝）
咲夜の執事。巻田は白髪でストレート、愛沢家に仕えて14年で35歳、国枝は黒髪で短髪、愛沢家に仕えて16年で34歳。一流の執事で、常に2人一緒で行動する。黒服で眼鏡を着用しているが、サングラスの場合もある。日本刀（逆刃刀）を持っていることがある。咲夜にピッタリのメイドを探すことを兼ねて、メイド喫茶「ひまわり」を開いた。
トメさん
咲夜の乳母。すでに77歳で、引退を考えている。
ハル
休日限定の咲夜専属メイド。
春風千桜を参照。

## 鷺ノ宮家関係者
超能力者の女系一族。一族はそれぞれ超能力を持っているが、性格そのものは天然だったり暴走気味だったりする。財力は三千院家に次ぐ。下田で温泉宿を経営している。雰囲気は和風であり、邸宅も和式で普段から揃って和服姿である。古き伝統を重んじているため、下着は着けていない。
鷺ノ宮 伊澄（さぎのみや いすみ）
声 - 松来未祐　
鷺ノ宮家の長女で、最強の超能力者。ナギの親友。いつもオロオロしている。方向音痴。

鷺ノ宮 初穂（さぎのみや はつほ）
声 - 平松晶子
伊澄の母。31歳。伊澄以上におっとりした性格。

鷺ノ宮 九重（さぎのみや このえ）
声 - 向井真理子
伊澄の祖母。64歳。しっかりしているようでいて天然ボケ。

鷺ノ宮 銀華（さぎのみや ぎんか）
声 - 金田朋子
伊澄の曾祖母。91歳。外見は伊澄よりも幼く身長はかなり小さい。性格に子供っぽさが垣間見えるが気性は激しい。

伊澄の執事たち
声 - 日野聡、四宮豪、志村知幸
主に行方不明の伊澄探しに登場するが、伊澄の除霊を補佐していたこともある。服装は常に黒服で全員が眼鏡を着用。共通武器は日本刀。対人戦闘力はかなり低い。

## 橘家関係者
もともと財閥・橘グループの主であるが、財閥は不況により崩壊寸前、現在はワタルの経営するレンタルビデオチェーンが最後の砦。10年前(1994年頃)は、銀杏商店街近辺に「たちばなビル」があった(17巻176頁1コマ目右側)。
橘 ワタル（たちばな ワタル）
声 - 井上麻里奈　演 - ショーン・シャオ
橘グループの御曹司でナギの許婚。「レンタルビデオタチバナ新宿本店」の店長を勤めていたが、後に店を畳んだ。職業柄、かなりの映像オタク。

貴嶋 サキ（きじま サキ）
声 - 中島沙樹　演 - マー・スーリー
ワタル付きのメガネっ娘メイド。見た目は有能そうだが、実はポンコツ。

橘 陽一（たちばな よういち）
ワタルの父で、婿養子。作中未登場。

橘 美琴（たちばな みこと）
左目の下の泣きボクロが特徴的な、ワタルの母。おっとりとした性格であった幼少期から初穂や紫子と親しく遊び、その過程で紫子（本人曰く「神さまにも愛された人」）を姉のように慕い、神のように崇拝するようになったという。

橘 円京（たちばな えんきょう）
声 - 志村知幸
ワタルの祖父であり美琴の父。故人。

貴嶋 レイ（きじま レイ）
サキの祖母。伝説のハウスメイド。

サキの母
レイの娘。自宅は上野。サキを「サキちゃん」と呼んでいる。

一条 二郎三郎（いちじょう じろうさぶろう）
橘家の執事。1972年7月10日生まれのA型。32歳。身長173cm、体重60kg。家族構成は祖母が1人。好きなものは執事の仕事全てとワタル、そして小さい子供で、「15歳以上の女性は全て熟女」とみなすほどのロリコン。嫌いなものはコーヒー・自分のことを名前で呼ぶ奴。
作者曰く、本来ならナギのことが好きなキャラクターになるはずだったが、その役割は一樹に与えられた。また、第1巻第6話でハヤテと戦うことになっていたのはエイトではなく彼だった。

## 桂家関係者
ヒナギク・雪路とその義父母の一家。大きな現代的邸宅に住み、凋落財閥である橘家よりも財力は上であるとされる。
桂 ヒナギク
声 - 伊藤静　演 - リー・イージン
白皇学院高等部の生徒会長。負けず嫌いな性格で常に自分に対して厳しい姿勢であるが、年相応に子供っぽい一面もある。才色兼備の完璧超人だが、貧乳で高所恐怖症でどちらも大きいコンプレックスとなっている。

桂 雪路（かつら ゆきじ）
声 - 生天目仁美
白皇学院の世界史担当教師にしてハヤテたちのクラスの現担任。ものすごい酒好きで金の亡者。学校の宿直室に住みついている。ヒナギクの実姉。

ヒナギク・雪路の養母
声 - 篠原恵美
本名は不明。40代前半の設定。ヒナギクと同居している。夜勤の入るような仕事をしている心の広い優しい女性。ヒナギクを「ヒナちゃん」、雪路を「雪ちゃん」と呼んでいる。猫アレルギーがある。ハヤテを気に入って、ヒナギクの彼氏と思い、喜んでいた。ハヤテに女装やネコミミの着用を迫るなど少々困った趣味の持ち主でもある。ヒナギクがムラサキノヤカタに3か月の間住むことになった際にもあっさりと了承した。
初登場時はかなり老けていたが、その後ハヤテが泊まりに来た際には「美容院に行った」ため顔の皺が目立たなくなった。作者はバックステージで「初登場時老けて描きすぎたため、どんどん若返らせる予定」と予告し、登場するたびに若くなっている。
アニメでは、第1期第14話の初登場から若い姿で登場している。アニメ第2期では、第1期と髪の色が異なっており、後に漫画の方でも髪の色はアニメ第2期の物へと変更された。
ヒナギク・雪路の養父
声 - 菊池正美
本編には未登場（回想シーンなどに登場）。かつて雪路が通っていた小学校の教師だった（現在は退職）。ヒナギクの誕生日は海外出張でいなかったが、そのお詫びとして代わりに下田に温泉宿をとるなど、相当ヒナギクをかわいがっている。
雪路曰く「バカ父」「ヒナギクにだけは甘い」。ヒナギク曰く「お姉ちゃんに似ている」。マリア曰く「相変わらず子供みたいな人」。

## 西沢家関係者
団地住まいのごく普通の標準世帯である。
西沢 歩
声 - 高橋美佳子
西沢家の長女。作中で唯一の「普通」な人。ハヤテのことが好き。ハムスターのオーラを持っている。

西沢 一樹（にしざわ かずき）
声 - 中尾衣里
歩の弟。ワタルと同い年の親友。素直な性格。眼鏡を掛けている。ナギに惚れている。

西沢 康広（にしざわ やすひろ）
歩・一樹の父。ごく「普通」のサラリーマンに見えるが、ゲーム第1弾では勤めている会社に人事部ゾンビ課が存在している。妻の悪ふざけを理解するなど話が分かる。

歩・一樹の母
名前は不明。ごく「普通」の主婦。共働きでパートをしている。飄々とした性格だが、驚くときは驚く。

歩・一樹の祖母
緑深い田舎に住んでいる「普通」の老人。

## 瀬川家関係者
日本最大級の電機会社、ソ○ーの社長の家系。かなりの金持ち。
瀬川 泉（せがわ いずみ）
声 - 矢作紗友里
ハヤテ・ナギと1年の時から同じクラスの女の子。いつも嬉しそうにニコニコ笑っているが、驚くときは驚く。

瀬川 虎鉄（せがわ こてつ）
声 - 四宮豪
泉の執事にして双子の兄。1988年6月21日生まれのA型。16歳。身長182cm、体重65kg。
執事修行のために執事をしており、普段は一人称が「私」で泉のことを「お嬢」と呼び敬語を使っているが、気が抜けると「兄」に戻り「泉」と呼びタメ口になり、一人称が「俺」になることもある。執事としての能力はナギにダメ出しをされている。
執事をやっていることから家事全般が得意で、特に料理が秀でている。また、学業は泉に優る。
泉が超強いと評するほど驚異的身体能力を持ち合わせている。複数の女性から一目惚れされるほどのイケメンだが、思い込みが激しくキレると暴力的になることや、女性に対して奥手であることから、全くモテない。
普段は時刻表を読んでばかりの鉄道オタクで、鉄道は特に京急と新幹線が好き。ゴールデンウィーク明け、5月21日に行われた同人誌即売会「コミックサンデー」（以下「コミサン」）で、地下鉄直通車両の209系1000番台とE231系800番台の同人誌を頒布している。カメラも好きで、先の複数の女性から一目惚れされた時も黒船電車の撮影に没頭していた。
逆に船や飛行機を苦手としている。
綾崎ハーマイオニーに一目惚れし交際を申し込むが、泉に男だと知らされて逆上し、ハヤテをおびき出すためにナギを誘拐した。ナギ救出のために来たハヤテの前でナギが説得したが、それでもハヤテへの想いは変わらなかった。またこの件に絡んで誘拐の罪で逮捕されたが、執行猶予となり退学も免れている。以降も身体接触やストーキングをしてハヤテ本人からは「変態」と称されて毛嫌いされているが、ハヤテに扱い方を覚えられ便利に使われることもしばしば。
一方で当初はハヤテから「虎鉄さん」と呼ばれていたが、同人誌販売の一件以降から「虎鉄君」と呼ばれるなど一定は親しくなったようである。
元は「ハヤテに友達が必要」のとの考えで登場したキャラクターだが、そのハヤテに対する行動原理から、作者は描きやすいとのコメントをしている。
瀬川 ストリンガー（せがわ ストリンガー）
泉・虎鉄の父。日系イギリス人。自称「ミスター世界統一規格、青い光線」。サ○ーちゃんのパパにそっくりなヒゲと髪型。「上を目指す者のヒゲは常に上を向いているもの」と考えているためである。泉を溺愛し、近づく男に血相を変えるが、その反面虎鉄には異常に冷たい。高尾山ハイキングで携帯電話を持って行かなかったことが原因で迷子になった泉に罰としてメイド服を着用し修行し直すことを命じている。その携帯を返しに訪れたハヤテと泉との仲を誤解してハヤテを殺害しようとした。
瀬川四天王
ストリンガーがハヤテと対決させると言った相手。全員顔にモザイクがかけられている。四天王と言いながら、マイスター風の4名、マントを纏った人物、ツインテールの人物、太った生物の7名で構成されている。登場した直後にハヤテによって倒されたため、一切活躍はしなかった。

## 朝風家関係者
朝風神社の神職の家系。地元の有力者でかなりの金持ちである。
朝風 理沙（あさかぜ りさ）
声 - 浅野真澄
ハヤテ・ナギと1年の時から同じクラスの女の子。いつも不敵な笑いを浮かべているが、実際には損な役回りが多い。

理沙の祖父
非常に物忘れが激しく、自分の刀をハヤテに差し出したことを忘れてハヤテを泥棒呼ばわりするなど、迷惑な性格。

## 大河内家関係者
愛沢家に次ぐ財力を持つ家。
大河内 タイガ（大河内 大河、おうこうち たいが）
声 - 中島沙樹
白皇学院の初等部の生徒。大河内家の跡取り息子。怖がり。1994年9月29日生まれのB型。10歳。身長125cm。体重25kg。家族構成は父、母。
いつも執事のヒムロの後ろで花びらを撒き、ヒムロに撒くための花びらで敵を怯ませて援護も出来る。それによる周囲の雰囲気の演出を担当させられている。ヒムロの世話が好きで、朝はヒムロを起こして食事まで用意しており、ヒムロに褒められるのを何よりも喜ぶ。原作では花びらを撒く以外で目立つ特技は見られなかったが、アニメ第1期第48話のあやとり対決では康太郎を負かしている。
アニメのEDのクレジットでは、氏名は漢字表記になっている。
冴木 ヒムロ（冴木 氷室、さえき ヒムロ）
声 - 鳥海浩輔
タイガの執事。1987年7月4日生まれのO型。17歳。身長187cm。体重82kg。非常に優秀な執事。低血圧。
雪路に勝るとも劣らないほど、お金が大好きで、同時にお金が弱点。勝負は1番効率的な勝ち方を選ぶ。木の幹に垂直に立つことができる。
かなりの美男子で、アニメ第1期第27話の執事バトル大会では女子の声援を一身に受けていた。目立ちたがり屋で、登場するたびに主人であるはずのタイガに花吹雪を撒かせるなど、主従が逆転したような態度をとる。いくらでもバラの花を出すことができ、それで攻撃もする。初登場時にいつの間にかハヤテのネクタイを奪い、ハヤテから「ネクタイの君」の名を授かるが、拒否。
外出時は大金を持ち歩かない。作中では窃盗や食い逃げの常習犯。タイガのことを「金づる」と本人の前で公言したこともある。
PV版の時点で声優が決まっていた数少ない人物の一人。アニメのEDのクレジットでは、氏名は漢字表記になっている。

## 春風家関係者
春風 千桜（はるかぜ ちはる）
声 - 藤村歩
白皇学院生徒会書記。1988年8月30日生まれのA型。16歳。身長158cm、体重45kg。家族構成は父、母、祖母。
後ろ髪をリボンで束ねたツリ目のメガネっ子。成績も優秀。普段はクールに振舞っているが、実はゲームセンターによく出入りしている隠れアニメオタク。ヒナギクからは｢ハル子｣、泉からは｢ちーちゃん｣と呼ばれている。ノリが良く、ついコアなオタクネタを口にしてしまう癖があり、愛歌やハヤテからスキだらけと言われてしまう。近年ではクールな面は影を潜め、ナギに世話を焼くしっかり者の面が強い。ナギらに腐女子であることを指摘されることもあるが、BL方面に興味があることは否定している。
一応社長令嬢だが、他の面々に比べれば、はるかに庶民的。アルバイト先の愛沢家が経営するメイドカフェ「ひまわり」で咲夜にスカウトされ、白皇学院での活動が休みの時は彼女の専属メイドとして働いている。
メイドの時は｢ハル｣と名乗り、メガネを外し髪型を変えている。明るく仕事もテキパキこなし、咲夜にメイドとしてパーフェクトと言わせるほどの実力を持つ。メイドになった理由は、可愛くて物凄い人のサポートのようなことをするのが好きなため。
GWには短期のバイトでアニメ専門店の18禁コーナーで働いていた。本人曰く、「16歳で結婚できるから良い」とのこと。夏休み中にはアニメイトで働いており、容姿や性格の良さから同僚や客からの人気が高い。
演技が得意で、メイドになる時はスイッチを切り替えている。普段の振舞いとのギャップがありすぎるため、アルバイトのことを周囲には秘密にしているが、頭の切れのよい愛歌にはあっさりバレてしまった。2年進級でナギやハヤテがクラスメイトになったため、メイドをやっていることがバレないかと気にしている。
GW後に自宅を焼失したため、ムラサキノヤカタの賃借入居者第一号となる。
ナギやカユラとはオタク関係で気が合うが、基本的にキャラ萌え傾向のため、作品の評価に関して言い争うことが多い。
ルカの同人誌の読者第一号でもあり、ナギとルカを引き合わせている。
いつもかけているメガネは第3期アニメでハヤテに壊されたが、すぐに新しいメガネをかけ直している。
作者は「千桜」の名を「千の仮面を持つ少女」から取った、と語っている。
2008年4・5月に開催された「ハヤテのごとく!キャラクター人気投票in大阪・日本橋」においては第10位にランクインした。また、第2回読者人気投票では9位、第3回読者人気投票では8位と大幅にランクアップした。それに合わせるかのように登場頻度が大幅に増えている。アニメ版「CAN'T TAKE MY EYES OFF YOU」ではメインキャスト扱いとなっている。
千桜の両親
名前は不明。後ろ姿のみ登場。娘と違い感情的な人物で、母は夫（とうさん）の会社の倒産（とうさん）の危機に激しく動揺していた。GW後に知人に誘われハワイでモツ鍋のチェーン店を開くことを決め、その練習のさなかで自宅を失火させている。

## 日比野家関係者
日比野 文（ひびの ふみ）
声 - 阿澄佳奈
ハヤテ達が2年生に進級した時に白皇学院高等部に入学してきた新入生。1989年12月30日生まれのO型。15歳。身長149cm、体重39kg。家族構成は父、母、兄（ニート）。
茶髪でやや金色の瞳をしている。上級生に振り回されつつも、自身も数多くの人間を振り回すなど、将来の大物と作中でも称されている。性格は元気いっぱい、かつかなりの天然ボケで、いつもシャルナにツッコまれている。学力はあまり高くない（「辛い」「呪う」という漢字を知らなかった）が、数学は得意で暗算が高い。思ったことをすぐ口に出し、行動も暴走ぎみ。後に生徒会長になることが予告されている。
アニメでは第2期第0話（OVA）に登場。第1期最終話でも原作通り飛行機でヒナギクの後席にいるのが確認できる。
OVAで登場したため、第2期本編にも登場するかのように発表されていたが、結局第2期でも最終話にしか登場せず、セリフも一言しかなかった。アニメ第三期『CAN'T TAKE MY EYES OFF YOU』ではクイズ大会の司会を担当し、自身の家庭が抱える深刻な問題をクイズの問題として出題した。
日比野 まきえ（ひびの まきえ）
ハヤテがとある都合で2泊3日の休暇をとっていた時に出会った主婦。学館組から50万円を借金していたが、病気の娘（文。掲載当時および掲載単行本未登場）がいるために返済できず、ハヤテに借金を立て替えてもらった。なお、文の病気は勘違いであることが示唆されている。
アニメ第3期、第7夜では彼女が浮気して夫に離婚を要求し、何故か浮気した側である彼女が慰謝料を請求していることが、文にクイズ問題として出題された。同話に登場した離婚届には夫の名前が日比野国政（ひびのくにまさ）である事が記載されていた。
伊澄の専属メイドに立候補したことがある。スマホの操作に精通していること、という採用条件だったが、結局文本人も大してスマホを理解していなかった(「スマホ力」というチラシの文言を誤解していた)ので不採用となった。
アルマゲドン
声 - 銀河万丈
文が飼っている大型犬。文の命令を聞かないなど躾に失敗しており、脱走してムラサキノヤカタに迷い込み、そこで出会ったアリスに懐くが、懐いた理由はアリスの髪型が好物のチョココロネに似ているからだった。トラブルメーカーでもあり、ワタルが運んでいた一億円を盗んだこともある。三千院家のタマとは気が合わないようで、会話すると喧嘩になってしまう。アニメ第4期12話ではハヤテの執事服を盗んだり、ハヤテを捜索するアリスを背中に乗せて運ぶなどの活躍を見せた。

## 天王州家関係者
天王州 アテネ （てんのうす アテネ）
声 - 川澄綾子
およそ10年前に、幼稚園児だったハヤテが出会った金髪の縦ロール髪の女の子。ハヤテの初恋の人であり、ファーストキスの相手でもある。1987年11月30日生まれのAB型。瞳の色は赤で、身長は151cm。ハヤテからは、彼が付けた「アーたん」という愛称で呼ばれている。
三千院家に匹敵する大財閥「天王州家」の令嬢にして、現在はその当代当主。白皇学院の現職理事長でもあり、彼女自身もまた白皇のOG（設定ではマリアの卒業と入れ替わりで入学し、ヒナギクたちの入学直前に飛び級で卒業している）であるが、10代の若さでのその肩書きや、家柄、美貌、明晰なる頭脳は生徒達に多大な畏敬の念を抱かせるほどで、美希・理沙によれば「白皇学院歴代最強クラスの超天才」「（あまりの覇気に）近づくことさえためらう」とのこと。また広く知られている訳ではないがその戦闘能力についても、作中随一の実力者である伊澄に勝るとも劣らぬ強さを誇っている。
幼少期は表へ出る際に日傘を、成長してからは扇子を愛用。ハヤテと同い年ではあるが、その知識量や人生観、落ち着いた物腰・口調等は非常に大人びた雰囲気を感じさせ、ハヤテは初対面時の印象を「神々しいという言葉が相応しい人だと思った」と形容している。使用者に近しい者の周囲の様子を覗き込むことが出来る「天球の鏡」に幼年のマリアの姿を映し出したことから、マリアと浅からぬ縁にあることが推察される。
「神さまの怒りに触れ」てしまったことにより、後にイクサが救出に訪れるまでの間、時の流れが外界よりも緩やかな「王族の庭城（ロイヤル・ガーデン）」に独り閉じ込められてしまっていた。いつ終わるとも知れぬ城の中での永き日々を途方もない孤独を抱えながら過ごしていたが、生きることに疲れ果て、人生に絶望していた幼いころのハヤテに出会い、彼を自分の「執事」にする。当時両親の悪名故に誰にも相手にして貰えなかったハヤテにとって、彼女は自分の努力や行いを素直に認めてくれる唯一人のひとであり、また彼女もハヤテに対して多大な好意と信頼を寄せていた。その肉体には「神様の真似事」と呼ぶ不思議な力を施すことで彼の身体能力の基礎を整え、またハヤテ自身には自ら掃除のノウハウや剣術、心の在りようを指南。その一環として「異性とお付き合いするための条件」である「優しく在れ、強く在れ、甲斐性を持て」をハヤテの身体に叩き込んだ。
かつて一度は互いに互いをこの世で最も大切な人としてそれぞれに指輪を贈り合い、永遠の愛を誓い合う。が、ハヤテの両親の非道な振舞いや、キング・ミダス（後述）の行動によってさまざまな誤解とすれ違いが重なり、決別した。その際の絶望と悲しみ、そして後悔は二人の心に深い傷を残し、結果として彼女がキング・ミダスに取り憑かれてしまう原因となった。
第18巻より成長した今の姿を作中のギリシャに見せ、何らかの原因で閉ざされてしまった王族の庭城の入り口を帝に先んじて開こうとしていた（これは庭城に対するキング・ミダスの妄執に因る所が大きいが、彼女自身もまた恩人であるイクサを捜し出すために城を目指していた）中、GWにハヤテとの再会を果たすも、キング・ミダスの意思に沿ってハヤテを殺そうとし、キング・ミダスに心身を乗っ取られる寸前だったが、ハヤテ・伊澄・ヒナギクによって救い出される。
決してシリアス一辺倒のキャラクターではなく、自身のアホ毛を自在に動かすことが出来るという妙な特技を持っており、それでたびたびハヤテにツッコミを加えている他、メールアドレスを保持しておらず、Twitterを知らない、テレビ番組の録画を総てマキナに任せている、など電子機器には疎い。ハヤテと同世代の女性キャラの中で唯一の巨乳キャラで、胸は咲夜よりも大きいとのこと。
アニメ第2期最終回のラストシーンではロイヤル・ガーデンと共に幼少期の彼女が描かれ、劇場版のOPでも成長した姿の彼女が登場したが、第3期『CAN'T TAKE MY EYES OFF YOU』には登場しなかった。第4期『Cuties』ではアリスとして登場。成長後の姿はEDにしか登場していない。
アリス
上記を参照。

キング・ミダス
「王族の庭城（ロイヤル・ガーデン）」に永く棲み続けていた、全長10メートルを超える正体不明の怪物。「太古の神格」を有する「英霊」の一人である。外貌は眼窩の奥に怪しげな光を宿し、額から二本の角を生やした巨大な骸骨。
第18巻巻末のプロフィールによれば、迂闊な発言の多いお調子者で、打たれ弱い性格の「金持ちのおっさん」。生年月日は不明で（西暦はよく分からない、とのこと）、血液型はAB型。好きなもの・得意なことは、黄金、富国強兵、森のお花のお手入れ。嫌いなものは散髪とバカップル（城の中でカップルがイチャイチャしていると、相手が子供でも容赦なくマジギレする）。
「触れると何でも黄金にできる」、「耳がロバみたい」、「嫌いなものは散髪」、「娘が一人」については、ギリシャ神話のミダース王を参照。
「王族の庭城（ロイヤル・ガーデン）」に独りで棲み続けていたが、そうするに至った理由や経緯は不明で、どれだけの年月をそこで過ごして来たのかも詳らかではない。過去だけでなく目的のほとんどもまるで明らかにされていないため、さまざまな謎に満ちているという意味では作中屈指のキャラクターであると言える。
基本的に、普段は誰にもその姿が見えないが、かつてアテネに対する説得・和解に臨んだ幼少のハヤテの前に「死が籠められた箱」の脈動に呼応する様にして姿を現し、そののち明確な殺意を以て彼に襲い掛かった。殺害にこそ至らなかったものの、このことは結果的にハヤテとアテネのすれ違いを深化させ、二人の決別の原因となった（ハヤテと違い、アテネの目には彼の姿は映らなかった）。その後、アテネを解放しに城にやって来たイクサにも剥き出しの敵意をぶつけるも、庭城に安置されていた「白桜」を手にした彼に右腕を切り裂かれ、その圧倒的な強さの前に為す術も無く返り討ちにあう。この時イクサに対して抱いた恨みは、やがて弟であるハヤテにぶつけられることとなった。
アテネに取り憑くことで彼女と共に城を抜け出した後には、他者の力を引き出すその能力もろとも彼女の魂を自分の内に取り込もうとし、同時にもう一度王族の庭城に舞い戻ろうとしてハヤテが帝より手渡された「王玉」を奪おうと画策していた。が、ナギの決断やヒナギク、伊澄達の助けによってその目論見は完全に頓挫。逆上から再びハヤテを殺そうとするが、ハヤテに木刀・正宗で斬りつけられて消滅した。
マキナ
第18巻で、成長したアテネと共に登場した色黒の男の子の執事。ハヤテと同じデザインの執事服（色違い）を身に着けている。極めて高い戦闘能力を有しているらしく、ハヤテを一撃の下に地に臥せさせたこともあるが、主であるアテネ相手では力が出せないようで彼女の中のキング・ミダスが暴走した際には止めることが出来ずボロボロにされていた。アテネからは馬鹿扱いをされており、それがいつものことのようである。ハンバーガーが大好物で、箸を扱うのが苦手。体内には、「王の剣」である「白桜」が隠されていた。シスターとも仲がいいとのこと。実は最新家電を使いこなしたりと機械にかなり強い。

## 東宮家関係者
大河内家に次ぐ財力を持つ家。
東宮 康太郎（あずまみや こうたろう）
声 - 佐藤利奈
2年進級時のハヤテ・ナギのクラスメイト。
東宮家の息子。1988年6月24日生まれのA型。16歳。身長165cm。体重52kg。家族構成は父、母、姉。
根性無しで、困るとすぐに執事の野々原を呼ぶが、逆に彼に軟弱とお仕置きをされる。他人を見下したり、暴言を吐いたりするせいか友達がいない。内面は弱虫で女の子っぽい。剣道部員だが部内最弱で、下手で太刀筋が不安定。体力のなさはナギ以上。ヒナギクに惚れていて、ヒナ祭り祭りに告白したようだがフラれている。
漫画家の家系で、幼少の頃から漫画作成の技法を習得している。3人の肉親はいずれも漫画家であったが、父は人気が出なかったため家督を継いでいる。
野々原の卒業と留学以降、自分を変えようとする意思はあり高尾山ハイキングの時にはクマに対抗するため奮闘した。高尾山でハヤテと共に行動してからは彼を友達として意識しているような素振りを見せている。かつては漫画家の家系であることを嫌っていたが、自分にはこれしかない、と考え、現在は人気漫画家である足橋剛治のアシスタントを務めている。
当初はハヤテから「東宮さん」と呼ばれていたが、足橋のアシスタントになって以降は「東宮君」と呼ばれており、東宮もハヤテの呼び方を「綾崎」から「ハヤテ」に代えるなど、ハヤテとの距離が縮まったといえる。
リスのオーラを持っており、ハムスターのオーラを持つ歩とは初対面で「絶対仲良くなれない」と感じている。
アニメ第1期第48話に登場したときには、ハヤテに名前さえ忘れかけられていた。ヒムロにヘタレっぷりは天下無双と呼ばれた。
東宮大弘（あずまみや だいこう）という名前が設定されていたが、名前が大河と似ているとして変更されていた。
野々原 楓（ののはら かえで）
声 - 小西克幸
康太郎の執事。1986年8月12日生まれのA型。18歳。身長178cm。体重72kg。家族構成は父、母、妹。いつも不敵な笑みを浮かべている。
基本的に敬語だが、「主を正しい方向へ導くのが執事」という役目から、康太郎のヘタレぶりや非紳士的な態度に対しては一転して言葉遣いが荒くなり、度々必殺技を叩き込んで過激にお仕置きする。過度の躾が虐待と化している所もあるが、一方でヒナギクに振られた康太郎をいつも慰めているのは彼で、虎鉄は過保護だと思っている。
武器は竹刀。竹刀から竜のような炎を放つ超爆裂炎冥斬「セーフティーシャッター」という超必殺技を持ち、戦闘でハヤテを圧倒できる数少ない人間の1人。ただし、アニメ第1期第27話ではヒナギクに技の溜めが長すぎるという欠点を見抜かれ敗北し、ハヤテはその彼女に勝利している。
当初は3年生として登場したが、ハヤテたちの進級と同時に白皇学院高等部を卒業。その後イギリスに執事留学し、康太郎が成長するきっかけとなった。
女性執事という設定だったとのことだが、「女性キャラ率が高い当作品においてバランスを取るため」に男性執事になった。

## 綾崎家関係者
現在は一家離散状態で両親は現在消息不明。ハヤテとイクサの両親の顔は現時点では不明であるが、作者によると「とても美形で誠実そうで温和な顔をしているため、人を惑わすことが出来る」とのこと。
綾崎 ハヤテ

綾崎 瞬（あやさき しゅん）
声 - 浜田賢二
ハヤテの父。得をするためには息子を不幸にすることも厭わず、妻共々ハヤテに借金を押しつけて失踪。

ハヤテの母
声 - 村井かずさ
ハヤテの母。夫共々ハヤテに借金を押しつけて失踪。

綾崎 イクサ（あやさき イクサ）
ハヤテの兄。目つきが鋭く、黒髪で、額に十字の傷を持つ青年。ハヤテよりも随分と年上で、ハヤテが幼稚園児だった頃は高校に通っていた。

綾崎 鈴音（あやさき すずね）
ハヤテの祖母（綾崎瞬の母親）。

## 白皇学院関係者

### 高等部生徒

#### ハヤテ・ナギとそのクラスメイト
2年進級時点で担任は雪路で、クラス名簿を見る限りでは人数は31人（男子17、女子14）。詳細が明らかになっているのは以下の12人。ただし、ワタルは途中で退学を決めている。
綾崎 ハヤテ

三千院 ナギ

鷺ノ宮 伊澄

橘 ワタル

東宮 康太郎
上記を参照。
瀬川 虎鉄
上記を参照。
生徒会3人娘
ハヤテ・ナギと1年の時からクラスメイトだった仲良しの3人組。1年の時、全員クラス委員で生徒会メンバーだったため、この通称がある。3人とも初等部の頃からの仲で、全員が金持ちの娘で財力があり、動画研究部所属、成績が悪いなどの共通点がある。いつも雪路やヒナギクの世話になっている。
瀬川 泉

花菱 美希（はなびし みき）
声 - 中尾衣里
ハヤテ・ナギと1年の時から同じクラスの女の子。他人（特にヒナギク）をいじるのが好き。政治家の家系で祖父は元・総理大臣。

朝風 理沙

生徒会主要人物
1年時愛歌は別クラスだったが、2年進級に当たり、全員ハヤテたちと同じクラスとなった。
桂 ヒナギク

霞 愛歌（かすみ あいか）
声 - 加藤英美里
白皇学院生徒会副会長。1987年10月9日生まれのB型。17歳。身長160cm、体重43kg。家族構成は父、母の他に許婚がいる。ヒナギクを生徒会長に推薦した。
長髪でおしとやかな印象を与える。ヒナギクは頭の切れる優しい人だと言っているが、その実態はサディストで、「ジャプニカ弱点帳」なるものを使って他人の弱点をチェックし、困らせ甲斐のある人を見つけると容赦なくいじりまくる。ヒナギクを生徒会長に推薦した理由は、ヒナギクが高所恐怖症だったから。シルバーレッド（ヒナギク）・愛沢家でメイドとして働くハル（春風千桜）の正体を両方とも知っている唯一の人物でもある。
霞家の一人娘で、生徒会メンバーでは一番金持ちの家のお嬢さま。三千院家・愛沢家と関係が深く、名前は愛沢家から一文字貰っており、帝を「おじいさま」と呼び「王玉」のひとつを受け取っている（後にアテネに渡り、アテネがマキナに渡し隠したため、現在は所持していない）。
2005年（作品内設定時間）から白皇学院が地域活性化のため銀杏商店街に助成金を出すことになったため、生徒会の仕事として商店街のイベントをよく手伝っている。
体が弱いので1年休学・留年しており、今も全快していない。運動神経は悪く運動全般が苦手。他方、学業はヒナギクに次いで2位を取るほど優秀。
執事が婚約者であることが明かされており、２人でファミレスにいるところをナギと千桜に目撃されている。単行本４４巻第５話で容姿が明らかになった。写真を見たハヤテはすごいイケメンと証言しており、愛歌いわく、目が特にかっこいい。
恋愛に関しては超一流で、ナギにマスターオブラブ「ラブ師匠」と呼ぶにふさわしい人物と評された。またヒナギクとの仲に悩むハヤテにアドバイスをしたことから、ハヤテからも「ラブ師匠」と呼ばれた。その後もヒナギクやハヤテが恋愛に関して困った際に、心の声として登場したり、ハヤテが恋葉との関係について困った際、相談相手になったりしている。ただし、ワタルと間接キスした際や、婚約者とイチャつく際は赤面するなどウブな一面も見せる。ナギは愛歌のことを「ラブ師匠」と呼んだ際に、「ラブ師匠のラブマガジン」という月額３１５円のメールマガジンを愛歌に勧められ登録したが、それが愛歌の手によるものなのかは不明。
洞察力は高く、本当に怒っているときほど笑顔になる。相手を自分のペースに引き込んで振り回す言動が多いが、唯一雪路にだけは振り回されることもある。
2008年4・5月に開催された「ハヤテのごとく!キャラクター人気投票in大阪・日本橋」においては第8位にランクインしている（中間発表ではランクイン圏外）。
幼年期の姿となったアテネ（アリス）を手引きして、アリスとヒナギクを共にムラサキノヤカタに住まわせていることから、アテネと白桜の関係について知っていることが示唆されている。アテネが王玉触れたため、力を使った直後まで記憶と年齢が封印されるという呪いにより、アリスの姿になってしまったという事実を知る人物の１人。
春風 千桜
上記を参照

#### その他
冴木 氷室
上記を参照
日比野 文
上記を参照
シャルナ・アーラムギル
声 - 後藤沙緒里
文のクラスメイト。1990年2月10日生まれのB型。15歳。身長154cm、体重42kg。家族構成は父、母、お爺ちゃん（いっぱい）、お婆ちゃん（いっぱい）、兄弟姉妹（いっぱい）。
文にツッコむだけのためにインドから来たメガネっ娘・色黒な留学生で、文のボケ・暴走に的確なツッコミを入れている。一方で文に「インドでは蛇口をひねるとカレーが出る」などと誤った知識を植え付けることもある。辛い食べ物は苦手。
竹崎（たけざき）
志織にラブレターを渡し、愛の告白をした男子生徒。ギャルゲーの主人公のような目が隠れた前髪が特徴。

### 小・中等部生徒
大河内 大河
上記を参照
暮里 詩音
下記を参照。

### 教職員
桂 雪路

牧村 志織

薫 京ノ介（かおる きょうのすけ）
声 - 日野聡
白皇学院の体育教師。文・シャルナのクラスでも体育を教えている。1977年1月9日生まれのA型。28歳。身長166cm。体重56kg。家族構成は父、母、姉、祖父、祖母。好き・得意なものはガンプラ、フィギュア、雪路。嫌い・苦手なものはわがままで自分勝手でメチャクチャな女性とお酒。
練馬区の2LDKのアパートで1人暮らしをしている。月収は手取り45万円強で、貯蓄・生活費以外の大半をガンプラとフィギュアにつぎ込んでいる重度のオタクであり、教職を土日にイベントを満喫できる天職と考えているふしがある。28年間彼女はおらず、雪路曰く「二次元ジゴロ」または「ギャルゲー名人」。
雪路とは小学校時代からの幼馴染で、学生時代の頃から雪路に惚れており彼女の若い頃の写真を持ち続けている。しかし雪路にはまるで興味を持たれていない（雪路曰く、確かに悪くないがときめきを感じたことがないので、恋人になることはあり得ない）上に、振り回されている。親に言われてサキと見合いをした際も雪路への想いを吐露していた。GWに雪路が外国へ行くために男（金づる）を捜していた際、誰かに取られるぐらいならと「イタリアにドルガバの服を買いたいからついてきてコーディネートしてくれ」と告白をし、彼女とイタリアへ行くことになったが、その時も結局仲は進展しなかった。「コミサン」では個人サークル「スノウロード」で出店し、雪路の顔を模したフィギュアが付いた同人誌を頒布した。
第4巻で初登場したにも関わらず巻末プロフィール登場は第10巻とかなり遅い。
アニメのEDのクレジットでは、氏名の漢字表記は「薫 京ノ助」とクレジットされている。
葛葉 キリカ（くずは キリカ）
声 - 豊口めぐみ
白皇学院の5人の理事の内の一人で、白皇学院の5つの伝統行事を復活させた理事長代理。若い女性で、かなりの巨乳。原作では、ハヤテの不合格通知を雪路に渡す時に後ろ姿のみで初登場。雪路にはたびたび金を貸しており、2年生の写真つきクラス名簿の片隅に英語で「金返して」とメッセージを添えている（原作では、この時初めてローマ字で氏名が登場）。35巻で宿直室に住み込んで部屋を汚す雪路を叱り、家賃を請求するためにようやく本格的に登場した（初登場は31巻で、カユラを新たな飛び級枠として迎え入れた時の1コマ）。傍若無人だったアニメ版とは異なり、雪路が宿直室を片付けたことで家賃の請求を免除するなど、面倒見の良い先輩として描写されている。
アニメ第1期では、原作より先に氏名・姿・性格が明らかとなった。思いつきでイベントを開催するなど傍若無人かついい加減な人物で、ヒナギクや生徒会メンバーから疎まれている。トンファーを操り、普通人の3倍の戦闘力を持つが、エネルギーを使い果たすと血糖値が下がって倒れるため甘い物を常時食べている。専属執事の詩音とは百合的な雰囲気。普段は茶色のショートヘアーの姿だが、真の姿は黒の長髪。ペットとして白い大蛇の「ヨーくん」を飼っている。謎の闇執事軍団を使ってハヤテを我が物にしようと企んでいた。詩音共々ヨーくんに意識を操られてハヤテから執事の力を奪い「オーマイハニー」として弄んだ。
白皇学院のOGでマリアとも知り合い。
天王州 アテネ
上記を参照。
金庭
白皇学院の5人の理事の内の一人。28歳。白皇学院の5つの伝統行事の一つ「修学旅行・レベル5」を実行に移し、直接指揮を執る。かつて帝から王玉の呪い解除を依頼された際、王玉を1個渡されており、呪いの解けた今でも所有し続けている。彼女も三千院家の親族であり王族の力を欲しているが、その目的は元カレの心を取り戻す事（16歳の頃から付き合っていたが、「最近、気になる新人の子がいて」という理由で振られた）。修学旅行・レベル5を復活させたのも、力を得るのに必要な王族の庭城への道を開ける人材を探すためである。ワタルの母・美琴とは古い知り合いで、「ミコにゃー」「カネゴン」と呼び合っていた。

### OB・OG
マリア

牧村 志織

天王州 アテネ
上記を参照。
野々原 楓
上記を参照。

## 潮見高校関係者
西沢 歩

アユ
声 - 後藤沙緒里
潮見高校の生徒。原作第1話に登場した眼鏡っ娘。『海の勇者ライフセイバーズ』の登場人物。
聖 （ひじり）
潮見高校の生徒。原作第1話と第37話（第4巻第6話）に登場したショートボブの女の子。『海の勇者ライフセイバーズ』の登場人物。なお、アニメ第1話では歩に差し替えられており、原作での聖の台詞はアユが話している。
南野 宗谷（みなみの そうや）
声 - 日野聡
潮見高校の生徒。『海の勇者ライフセイバーズ』の主人公で高校生最速のスイマー。同級生である歩も彼から泳ぎの基本を教わった。作者曰く作中時間の夏になれば出番が増える。歩からは水泳バカで泳ぐことしかほとんど興味がないため、「魚類」と呼ばれている。
瀬戸 美海（せと みつみ）
潮見高校の生徒。第75話に登場。『海の勇者ライフセイバーズ』のヒロイン。天然で学力は優秀。ライフセイバー志望だがカナヅチ。顔つきはナギと同じく金髪で緑の瞳を持つがツインテールでなくシングルテール。

## アレキサンマルコ教会（執事とらのあな）関係者
ソニア・シャフルナーズ
声 - 堀江由衣
アレキサンマルコ教会のシスター兼、執事とらのあなの教官を自称していた人物。1986年2月1日生まれのAB型。19歳。身長163cm。体重53kg。家族構成は父（他界。声 - 四宮豪）、母（離婚）、祖父（ゴッドファーザー）。
その正体は、かつてギリシャのミコノス島で三千院家の執事（タイムスリップしたハヤテ）に撃退されたマフィアの娘。シチリア島出身のイタリア人だが、流暢に日本語を話せる。当初はフォルテシアの名を騙り、所属する教会を偽っていた。
父親の死因はマフィアを辞めて板前になろうとして、フグに当たったためだが、そもそもマフィアが壊滅しなければ板前にもならなかったという理由から、無関係である三千院家を父の死の遠因として逆恨みしていた。原作では本編登場前にも暗躍しており、復讐のためテロリストを手配して"タイ"タニック号を襲撃させている。
ハヤテ曰く「キレーな人」「知的で神聖な感じがする」など、おかっぱ頭と丸眼鏡が特徴的な美貌の持ち主だが、お金と睡眠のことになると我を忘れ、「金の亡者キャラクター」として頻繁に麻雀や無銭飲食でハヤテから金銭を巻き上げようとする。
常にトンファー、拳銃を持ち歩き、戦闘時の様相は凶暴な笑顔を浮かべる。怪力の持ち主で、戦闘能力は作中屈指。ただし、悪人になれるような性格ではなく、ワタルの説得により三千院家への復讐を断念する。
ワタルにときめいてしまったため、サキとはお互い敵意を持っている。
GW中はミコノス島へ帰省しており、ギルバートが奪い損ねたハヤテの「王玉」を色仕掛けで奪ったが、歩の説得で渋々ながら返している。
雑誌連載時は「ヒルダ・シャフルナーズ」と呼ばれていたが、単行本化の直前、ヒルダという名のおかっぱ頭で、シスターで、強いキャラが『天獄 -HEAVEN'S PRISON-』で存在することを作者自身が発見したため、現在の名前になった。作中ではほとんど「シスター」と呼ばれている。アニメでのレギュラー出演は第2期OVAからだが、第1期第48話ではモブキャラの通行人として登場した。
リィン・レジオスター
声 - 諏訪部順一
神父の姿をした亡霊。1月3日生まれのB型（生前）。82歳没。身長175cm（生前）。体重60kg（生前）。
アレキサンマルコ教会の神父だった。自称「秋葉のロード・ブリティッシュ」。趣味で教会の地下に巨大迷宮を作り数多くのトラップを仕掛け、自分でトラップにかかり頭部に毒矢を喰らって死亡。その後亡霊となって迷宮に出没していた。亡霊時には22, 3歳の姿をとっている。迷宮の消滅後は三千院家別邸の地縛霊となった（ただし邸外にも移動可能で白皇学院や鷺ノ宮邸にも出没している）が、ハヤテやヒナギクらの教会地下迷宮探検者にしか見えなくなり、彼らの周囲で助言役を務めている。男性キャラに対しては役に立たない助言しかしないが、女性キャラに対してはとても役に立つ助言をする。ハヤテたちが三千院家別邸からムラサキノヤカタへ引越をするときに、ハヤテとの会話で地縛霊でなく彼に憑いた悪霊であることを告白している。
神父らしからぬ煩悩まみれのダメ人間で、ハヤテや伊澄を呆れさせている。エイプリルフールでこの世への未練を「メイドさんとイチャイチャできなかったこと」と言い、マリアの着替えを覗こうとする、伊澄にメイドの格好をさせる、ハヤテとマリアの偽装デートを妨害しようとするなど、特にメイドに対して執着がある様子が描かれている。バレンタインデーで本命チョコをもらったことがなく、ハヤテが歩からもらったことを知った際には、本命チョコをもらう男性に対する怒りを露にしながら泣き叫んでいた。神の奇跡として1度だけ他人の痛みを自分に移すことができる。
アニメやゲームなど作者の趣味を強く反映している。作者曰く、使いやすく何処でも出しやすい。ヒナ祭り祭りで成仏させる予定だったようだが、使いやすいキャラクターだったことから続投が決定された。
ナギの漫画の三途ノ川センパイ（ハヤテ）とその妻（ナギ）の子供役として出てきた（原作のみ。アニメではワタル）。アニメでのレギュラー出演は第2期から。
フォルテシア・ニース
声 - 前田敏子
アレキサンマルコ教会（ついでに執事とらのあな）の本当のシスター。かなりの高齢だがジャ○ーズのファンで、最近ではテニ○リミュージカルにまで出かけている。伊澄に教会の悪霊の退治を依頼した。

## 犯罪者・怪しい人物
2人組誘拐犯
兄貴の声 - 浜田賢二（第1期）、小西克幸（第2期）
弟分の声 - 日野聡（第1期）、鳥海浩輔（第2期）
ナギを誘拐したことでハヤテが執事として雇われるきっかけを作った。犯行動機は、特別読切ではときメモファンドの損失が理由だったが、コナミからの抗議により連載では学館組から借金の返済を迫られたことに差し替えられた。後に脱獄して今度はワタルと間違えてサキを誘拐し、シスター・ソニアに撃退された。
デ○ーズ・フリート
声 - 志村知幸、日野聡、四宮豪
三千院家の遺産目当てでハヤテを狙っていたシスター・ソニアに借金の棒引きの条件で雇われていた（アニメではこの設定無し）覆面の3人組。咲夜の"タイ"タニック号に乗り込み襲撃するも、クラウスら執事にあえなく倒される。しかし、船内にC4爆弾を設置していたため、"タイ"タニック号は沈没してしまった。アニメ第1期第43話では「ぴよぴよ団」と名乗っている。
悪3人組
声 - 志村知幸、日野聡、四宮豪
サングラスをかけたチンピラ3人組。忘れた頃に何度も登場する。
強盗犯
仮面を付けた男。一人称は「オデ」。病気の妹を治すためにサブマシンガンを持って強盗をしてハヤテ達がいるファミレスに立てこもったが、雪路ら金の亡者に振り回された挙げ句、自首した。
殺し屋
声 - 四宮豪、相馬幸人
ナギを殺しに下田へ向かった殺し屋。総勢5人。歩と一緒にいたナギを発見するが「ツインテール」としか情報を受けていなかったため見分けがつかず、二人とも殺そうとした。銀華に倒される。
強盗
ハヤテが歩に付き添って潮見高校に歩のノートを取りに行った時に校舎へ侵入していた強盗。ファンタジー作品に登場しそうな鎧を身に纏っており、斧を武器にしている。ハヤテが歩のノートを使った攻撃で倒した。

### 学館組（がくかんぐみ）関係者
鬼武者ノ小路系の悪徳金融系ヤクザ。主に登場するのは3人。日本刀を持っている。チワワをマスコットにしている。アニメでは、ハヤテに「とても親切な人達」(複数形は「とても親切な人達」達)と呼ばれている。
ハヤテの両親の借金取立てとしてハヤテを追う。親に売られたハヤテを同情するが、筋を通す冷酷さを持ち（意地でも見逃さない）、かなり執念深い。その一方で金を払えば客とし、再会したハヤテに対し嫌いでないとも言う。伊澄の執事らに身元不明者として追われていたハヤテを勝手に身内扱いするが、当然ハヤテが否定すると今度は執事達と共闘した。その後、第8巻の序盤でも登場した。
兄貴
声 - 白熊寛嗣
柏木たちの上司。親が作った借金を返済をさせる為にハヤテの家に訪れ、ハヤテを連れて行こうとするも逃げられる。その後も追跡し、三千院家の前でハヤテを見つけて港まで連れて行き、出国させて働かせるつもりでいた時にマスク・ザ・マネーが現れる。トランプを額に刺され、ハゲと言われたりして手を出さそうとした時に、前に出て庇いに出たハヤテに対して無理難題に借金の全額返済を要求すると、すぐさま彼女がその場で立て替えとして借金を全額返済する形となり、ハヤテを追うことはなくなった。
柏木（かしわぎ）
声 - 奈良徹
学館組のうち一人だけ二枚目の構成員（左目の所に傷がある）。名前はカバー裏で明らかになったもの。
原作では、後で使う予定だったが、黒服が執事と区別できないという理由で保留していた結果、フェードアウトになってしまった。アニメでは黒服でなく、執事バトル大会で朝風家の臨時執事として再登場している。他の執事の耳元で何かを囁いて降参させてしまう能力がある。ワタルのビデオ店に因縁をつけに行って返り討ちにあったこともある。不動産販売店「任侠不動産情報館」の店員を務めている。
舎弟
声 - 大須賀純
兄貴に付き従うチンピラ。

## 警察関係者
柏木 譲二（かしわぎ じょうじ）
声 - 森田了介
年配の私服刑事。四つ葉のクローバーをくわえ事件現場に現れる。強盗に襲われたファミレスに現れたほか、泣きながら街を彷徨っていたサキと出会い、彼女を慰めたこともある（それを見掛けたワタルはサキと譲二が不倫関係にあると誤解した）。なお、容姿はクラウスに酷似している。
乃木坂 澄人（のぎさか すみと）
声 - 佐々木啓夫
若手の私服刑事警察官。強盗が立てこもったファミレスを包囲した警察官の1人。

## 神・霊・妖怪

### 神
天の声（てんのこえ）
声 - 若本規夫
原作・アニメにほぼ毎回出てくる謎のナレーター。主に話の冒頭・解説・ツッコミ・キャラに皮肉なことを言う時に喋る。また、最後のシーンで喋ってその回の話を締めることも多い。作中のキャラと会話することもある。アニメではハヤテのセリフをとって自分で言ったり、外国人のようなしゃべり方をする。「天の声」と言う名はテレビアニメ化する際につけられたもので、PV版では「ナレーション」になっている。
その独特な喋り方に人気があり、2007年10月に「秋葉原エンタまつり2007」で開催された｢ハヤテのごとく!キャラクター人気投票in秋葉原｣においては、第10位にランクインした（男性声優が担当しているキャラクターでは1位）。
アニメシリーズの内、マングローブが制作に携わっている劇場版以降は長らく登場していなかったが、単行本第41巻限定版付属のOVAで久々に登場。第4期では、原作における天の声の台詞の一部を他のキャラの台詞に置き換える措置が取られた。
オルムズト・ナジャ（神様）
声 - 佐藤利奈
作者の代理としてコミックスのカバー裏などに登場する。作者のデビュー作『神様にRocket Punch!!』のキャラクター。見た目は羽衣をまとった少女。第7巻・第28巻ではデフォルメされていない姿で登場した。結構図々しく、出番の増加を望んだり、ヒロインの座を狙うような発言が多い。
第1巻第9話に1コマだけ目にモザイクをかけた羽衣なしでテレビに登場（キレる子供たち）。カバー裏の漫画では後ろから2コマ目で爆弾発言をし、よくひどい目にあっている。小説版二巻では本編中に登場し、窮地に陥ったナギにヒントを与えた。
DVD第4巻のインデックスカードで三千院家別邸の絵として初めてカラーで描かれていた（髪の色は緑色）。キャラクターCDに収録されているショートドラマ、DVD第9巻メニューで出演している。

魔王（まおう）
声 - 後藤邑子
初登場はアニメ第1期第10話。正式名称は「マオウ・ザ・グレートステイジアン・オブ・阿部（仮）」。語尾に「ティマ」をつける。口癖は「うるさいうるさいうるさーーい!!」、「ポチッとな」。かなりの巨乳で、神様からは「乳オバケ」と呼ばれる。三千院家の敷地内にある魔王の城（カリン塔の頂上に建つキン肉ハウス）の玉座に両手両足を拘束されていて、その場から動くことができない。頭のガイコツ（声 - 白熊寛嗣）によくおしおきをされる。武器は「ウルティメット 超スゲェ 魔王ギロチンガマ」で、釣り竿の代わりにもなる。クソゲーとして長年ぞんざいに扱われ、咲夜とナギにゲームソフト「勇者竜物語」が入ったゲーム機ごとボコボコに痛めつけられた怒りから妖怪として目覚めた。
元々は作者が単行本のカバー裏で神様（オルムズト・ナジャ）の相方として使おうと思っていたキャラで、デザインや設定や性格付けは作者がやっている。第13巻・第14巻のカバー裏で「魔王グレート・ステイジアン・オブ・阿部」として当初の目的で登場した。
ワタル・サキのキャラクターCDでは、神様の居場所を奪う形でショートドラマの司会をしている。
アニメ第1期第50話では「阿部マオ」と名乗り、クイズ大会のアシスタントとして再登場している。
アニメ『さよなら絶望先生』第5話では、貼り紙や黒板文字でネタとして使われていた。
土地神（とちがみ）
声 - 三宅健太
鯉の顔をした土地神。即座に寝返る姑息な精神の持ち主。咲夜からはドラッグによる幻覚と間違われた。筋斗雲に乗って空を飛ぶ。
アニメ第1期第32話では「鯉神」と表記されている。アーティスティックスイミングが趣味。また、鯉ヘルペスの大妖怪に活け造りにされたにもかかわらず脱出していた。

### 霊
リィン・レジオスター
上記を参照。
人形師ぜぺっど
声 - 梅津秀行
お内裏様の姿をしている霊。元は腕の立つ人形職人。女装好きだったがそれはできずにいた無念が呪いとなった。呪いは付近で一番運のない人を女装させ、3月3日までに呪いを解かないと一生女装趣味になってしまうというもの。呪いを解く方法は雛壇のお雛様、つまり付近で一番高い場所の主を倒すこと。お雛様が2人いる「呪いの雛人形」に呪いを封印し伊澄の家に保管してあったが、咲夜がお雛様を壊してしまったことで封印が解けて、運のないハヤテに呪いがかかってしまい、綾崎ハーマイオニー誕生のきっかけを作った。この結果ハヤテは呪いを解くためヒナギクとの決闘を迫られるが、その前に虎鉄のハヤテへの求愛で激昂していたナギに恐れをなして成仏した。
ドラマCD1「綾崎ハーマイオニーと秘密の課外授業」に登場するピエール山本サンローラン越後屋13世（声 - 若本規夫）はこのキャラクターの設定を元にしている。
キング・ミダス
上記を参照。

### 妖怪
鯉ヘルペスの大妖怪
声 - 奈良徹
鯉ヘルペスが神変を得て妖怪となった姿。アニメ第1期第32話では森の木をはるかに上回る体躯で土地神を活け造りにして食べようとしており、また必殺技のM字開脚合体を披露している。ウイルスだから大勢いる（作中では4体登場）。見た目は他作品キャラからのパクリだが、本人達は「パクリでなくインスパイアだ」と言っている。伊澄の「八葉六式・撃破滅却」であっけなく倒された。
夢の妖怪
声 - 相馬幸人
人に悪夢を見せる妖怪。複数存在し、一度は伊澄に祓われたが不完全であったため、生き残りが出てしまった。それ以来伊澄にくっつき、やがて巨大化して彼女を襲うが、謎の声（後の展開を考えると銀華である可能性が高いが、言及されていない）を聞いてヒントを得たハヤテに退治された。
化け猫
上記を参照。

## 宇宙人
マヤ
声 - 田村ゆかり
下田の温泉地でナギが宇宙人に会いたいと念じていたら、突然空から降ってきた謎の宇宙人。｢うい?｣が口癖で、一応女の子。5万年に一度の温泉調査のために地球にやってきたが、不注意により宇宙船とはぐれてしまい、ナギに協力を求める。おダンゴ頭の髪形をしているが、おダンゴの部分は目玉になっており、そこから羽を生やして飛ぶことができる。最後は伊澄の助力で宇宙船まで辿り着き、ハヤテとナギを下田の三千院家墓碑前に送り届けた。その際、ハヤテは紫子の幻影に遭遇している。
マヤの容姿は、ナギが死別した紫子への贈り物として描いたマンガのキャラクターと酷似しているが、劇中ではあえてマヤの正体に関して明言されることはなかった。
なお、作者の未発表作品にはマヤのモデルとなったキャラクターが登場し、それは紫子のモデルとなったキャラクターの生まれ変わりであることが語られている。

## その他の人物
サンタ
声 - 志村知幸
幼いころのハヤテの夢に出てきて「なんで僕にプレゼントをくれないの?」と聞いたハヤテに「お前の家が貧乏だから」と言って、幼いハヤテにプレゼントをくれなかったという非情な人物。「最後に笑うのはきっと、ひたむきで真面目な奴だから（それでもお前にプレゼントはやらないけどな、と付け加えたが）」と言って去り、幼いハヤテはその言葉を（最後の言葉は引っかかったが）信じて生きることにした。しかし、「ひたむきで真面目に働いても」不幸が続いた上にろくなプレゼントをくれなかったため、ハヤテに殴り飛ばされた。9つ持っていた｢王玉｣の内の1つを幼いハヤテに渡した。ハヤテ曰く「噂以上に正直なヤツ」。三千院帝が変装した姿である。
チャー坊
茶色のスズメの雛。ヒナギクが命名した。白皇学園の校庭の木にある巣に親鳥と共に住んでいる。巣から落ちたことから、ハヤテがヒナギクに出会うきっかけとなった。
男の子
声 - 阿澄佳奈
ハヤテがとある都合で2泊3日の休暇をとっていた時に、偶然ハヤテとぶつかってしまった男の子。その際に、母親に頼まれて買った有田焼染錦の壺（40万円相当）を割ってしまい、ハヤテに弁償してもらったが、何故か翌日母親と三千院家邸を訪れて返金している。
マッフィー
ハヤテがマリアにプレゼントしたぬいぐるみのキャラクター。天使の輪と翼、額の三角マークにスカーフを付けたウサギの姿をしている（アニメではピンクの体色）。二人とも元キャラを知らなかったが、実はTV作品に登場する自称「地獄から来た暗殺者」。ヒナ祭り祭りで咲夜が興じた射的の景品の中にも見られる。
綾崎ハーマイオニー
声 - 白石涼子
ヒナ祭り祭りに出現した謎のコスプレ美少女。正体はハヤテの女装姿。

秋・静子（あき・しずこ）
声 - 恒松あゆみ（秋） / 小林由美子（静子）
2人とも女性。サキの高校時代の同級生。髪が長いのが秋、短いのが静子。作者曰く、彼氏のいないニートという以外、何の設定もなく、今後出番は多分ない。サキはニートである2人のことを心配している。
ラーメンロシアの店主
声 - 志村知幸
ナギがハヤテたちと下田に旅行する途中で、はぐれてしまった際に通りかかったラーメン店「ラーメンロシア」の店主。ナギを強引に店に連れ込んだ。外見は、サングラスを付けたザラギエフの姿。客からどんな注文をされても塩ラーメンしか作らない（作れない）。情が厚く太っ腹で、自分が作ったラーメンを食べて泣いているナギを見て、タダにしてくれた。2009年に実際に「ラーメンロシアの塩ラーメン」が通販で限定発売されている。が、ザラギエフのパロディキャラである店主がパッケージに描かれているため、ナギがカ○コンに怒られないか心配していた
加賀 北斗（かが ほくと）
声 - 平川大輔
銀杏商店街にある喫茶店「喫茶どんぐり」のマスター。黒髪短髪で額には一見傷跡の様に見える前髪がある。和服の上から店のエプロンをつけている。店は赤字だが、趣味のように経営している。高身長（ハヤテと首1つ違う位）かつ中性的な男の様な容姿をしていて男声で女言葉を喋るが、性別は言及されていない。ボス（愛沢家）が最近新しく始めたメイド喫茶「ひまわり」の店長も任されている。ヒナギクとは古いつきあいで、ヒナギクは時々ここでアルバイトをしている。ヒナギクの頼みで、クッキーを作るお金がないハヤテのために厨房を貸した。ハヤテのことをヒナギクの恋人のように見たが、ヒナギクはとっさに反論した。有能なアルバイトとしてハヤテ、自分が稼いだお金でハヤテの誕生日プレゼントに腕時計を買いたいナギ、下田の温泉に行って金欠状態の歩を、喫茶どんぐりのアルバイトに雇った。
ジョニーら迷子3人組（仮称）
声 - 加藤将之、加藤奈々絵、加藤英美里
ナギがハヤテと新宿西口の大型家電量販店へハヤテのケータイを買いに行った折、はぐれて迷子センターに入れられた際に出会った3人の男の子。年齢は5・6歳くらいで、そのうち1人は「ジョニー」という名前。最初はナギをこの年で迷子は珍しいと見下していたが、リー○ファイトで勝負をしたことがきっかけで、ナギを「隊長」と呼ぶほど仲良くなる。
足橋 剛治（あしばし ごうじ）
声 - 小野坂昌也
有名漫画家。京橋アニメーションによってアニメ化された「もうなんだかんだで憂鬱」と、週刊少年誌で連載している熱血バトル漫画「失望先生」の原作者。単行本は年間1千万部を売り上げている。新宿のマンションに仕事場を構えている。喫茶どんぐりにてネタのインフレに頭を悩ませ、超展開への誘惑に駆られていたところを、ナギが出したコーヒーによって「美味しんぼ」みたいなオチで丸くおさめられた。その後店にお礼に訪れた時、ナース姿に変装したマリアを見て一目惚れし結婚を申し込むが、ハヤテが「この人は実は男の子なんです」と言った嘘を真に受けて諦めた。
ナギは彼に漫画を見せに行こうとしたが、その際に本職の彼の原稿を見て半ば戦意喪失。ナギの原稿を見てしまった際にも微妙な反応をしているが、いずれ見せに来るという歩の言葉には好意的に返し、更にその後歩と親しくなり、歩に山菜鍋をご馳走してもらえるという理由でわざわざ山小屋まで足を運んで来た。その際にナギに面白いストーリーを作るためのアドバイスを授ける。
トラブルがきっかけで雪路と付き合いそうになったこともある。
できるだけ実在する誰かというイメージが固まらないように色々混ぜられたキャラクターである。
10年前に全く売れなかった時代があり、その際に三千院帝と遭遇していたことがある。
クマ
高尾山でハヤテたちを襲ったクマ。かなり凶暴。大木を片腕でへし折ったり、ハヤテ・虎鉄・雪路が束になってかかっても倒せないほど強く、知能も高い。康太郎の作戦で撃退された後、伊澄を襲ったが攻撃を弾き返され、その後伊澄に懐いて鷺ノ宮邸までついてきた。
いたわり戦隊☆シルバーシート
銀杏商店街のご当地ヒーロー。「戦隊」と言いながら人員・予算不足によりレッド・ブルーの二人のみ。さらに本来のレッド役がケガでリタイアしたためヒナギクが代役を務めており、加えてブルー役が逃げ出してしまったためレッド一人となっている。ヒナギクは正体がバレるのを嫌がっており、付き人の愛歌以外には秘密である。
京橋 ヨミ（きょうばし ヨミ）
三千院家出入りの園芸店「ミスター園芸道」の娘。14歳。おさげに頭巾姿の素朴な印象の少女で、休日に家業を手伝う働き者。ナギにハヤテとの仲を疑われた。作者曰く、秘かにWEB上（まんが家バックステージ）で活躍させたい、とのこと。
ペン太
ミコノス島にいるペリカン。昔、紫子が名付けた。とうの本人（?）は紫子が自身をペンギン扱いしてつけた名前なので快く思っていない。
真泉（まいずみ）
個人サークル「真泉研究所」を主宰。5月の「コミサン」でルカが書いた同人誌を馬鹿にしたため、ルカの同人誌を擁護するナギに6月の「コミサン」での同人誌の売り上げ部数の勝負を申し込むが、6月の「コミサン」で新刊を落としたため不戦敗となった。
高圧的な言動が目立つが、漫画に関しては真摯な姿勢を貫いており、ナギの同人誌の内容を素直に好評価しただけでなく、多数の友人に評判を広めて売り上げに貢献した。
若葉（わかば）
真泉のことを師匠と呼んでいる女の子。語尾に「っス」と付けるのが特徴。真泉が不戦敗のショックで吐血したためにナギ達を非難するが、真泉に諌められ、彼を連れてその場を去った。
集（あつまり）
声 - 小清水亜美
ルカのマネージャーで、眼鏡をかけた長髪の女性。ルカがハヤテを自分の親戚と紹介したのをいぶかしんでいるが、安上がりにルカの世話をさせられるとOKを出している（ルカについては事務所の方針か、仕事間の移動を徒歩でさせたり〈そのせいで交通事故に遭いかけたのだが〉あまり費用をかけていないようである）。ルカに対しての思い入れは本物であり、アイドルを辞めさせないように涙を流すこともある反面、マンガを描きたいルカに「漫画をやらせたらルカがアイドルをやめてしまう」という理由で禁止を言い渡す横暴な一面も見られる。ルカがムラサキノヤカタに逃げ込んだ際にはハヤテにルカのマネージャー役を任せている。ルカが蒸発することを見抜いて事前に策を打っているなど、彼女の行動パターンを熟知している。アニメ版第4期では、怪我をしたバックダンサーの代わりにハヤテを無理矢理女装させ、ステージに立たせた。
年齢は28歳で、彼氏持ち。
作者の畑と理沙役の浅野真澄（あさのますみ）が制作・販売している同人誌『それが声優!』では、主人公・一ノ瀬双葉（いちのせ ふたば）のマネージャーとして登場している。また、2015年に放送されたテレビアニメでは、『ハヤテのごとく!』同様、小清水が演じている。
ドクター黒須（ドクターくろす）
ナギが京都への旅の途中の北海道で出あった流しの医者を名乗る女性。相当のスピード狂で、愛車のランボルギーニ・ガヤルド・スパイダーを駆り平均時速300kmで一晩で北海道から滋賀まで行ってしまうほど。医者の腕は確かで、交通事故で重症を負ったルカの両親を助けている。

## 実在の人物
畑 健二郎
原作者その人。キャラクター人気投票では、師匠である久米田に負けていた。しかし、2007年10月に「秋葉原エンタまつり2007」で開催された｢キャラクター人気投票 in 秋葉原」ではワタルと並んで第16位になり、久米田に勝った。
アニメ第1期第10話のOP曲冒頭では、自身も声優として参加している。
畑 律子（はた りつこ）
作者の母にして茶道家。単行本のオマケコーナーで『ハヤテのごとく!』の題字を書いている。アニメ第1期でも、各話のサブタイトルの後ろに書かれている題字・第5話以降の｢次回予告｣の題字・｢執事通信｣の題字も書いている（英語版でも同様に「RITSUKO HATA（MOTHER）」名義で書いている）。また、原作第32巻からはコミックスの題字も担当。
久米田 康治
作者の師匠。キャラクター人気投票では、作者の3倍以上の得票数で勝っていた。また、2007年10月に「秋葉原エンタまつり2007」で開催された｢キャラクター人気投票 in 秋葉原」でも第21位にランクインしている。
前田君
久米田のアシスタントで、作者の弟弟子にあたる。たまにモブキャラとして登場。バックステージVol.139においては、久米田のアニメ『さよなら絶望先生』でモザイク扱いされている前田君が使用されている。
坪内 たかし（坪内崇、つぼうち たかし）
ハヤテの自転車便のアルバイトで、2004年12月24日に届けた荷物の受取人。週刊少年サンデーの編集者で、連載開始前に本作立ち上げに当たった作者の担当でもある。元は作者がアシスタントをしていた久米田の担当で、久米田の作品『かってに改蔵』の登場人物、坪内地丹のモデル。
Gくん
作者のスタッフ。作者同様引っ込み思案。顔にGと書いてあり常に冷や汗をかいているだけで特徴はあまりない。質問には全て「別に…」と答えるのが特徴。
ナベシン執事
カメオ出演で有名なアニメ演出家、ワタナベシンイチ。本人のトレードマークと言っても過言ではない「アフロのルパン三世」の風姿。
アニメ第1期第32話の演出・絵コンテを担当する際に（他にも担当回があるが）、「川口監督に呼ばれた」との理由で自らの声とこの役名で登場し、同話のアバンタイトルとAパートの半分を強引に乗っ取っている。
ハヤテと執事バトルを行った闇執事の中で初めてテレビアニメ本編に絡み、登場シーンも多い。アフロに変形することができる。
第32話以外でも、モブキャラとして名前や姿がたびたび登場しており、アニメ第1期第28話の執事バトル出場者にも彼の名前がある。
ジェネオン松田
アニメ第1期第34話に登場。本作アニメの企画協力を担当しているジェネオンエンタテインメントの松田章男その人で、声も本人が担当した。コミケ会場と化した白皇学院文化祭にて、「RONDO ROBE」ブース前で本作アニメの非売品CDを配布していた。

## アニメオリジナルキャラクター

### 第1期
自主規制君
本来はテレビ局の表現規制の関係上、オンエアでは流せないシーンを「見せられないよ!」などが書かれたフリップを持って隠すためのキャラクターだが、特に隠す必要がないところをギャグ風味に隠したり、関係のないフリップを使用する場面でも登場したり、回を追う毎に先述の版権絡みの関係で登場する頻度が高くなった。DVD版では「自主規制君」が消えている部分もある。
小さいしっぽがあり、原作者はそれが少し気に入っている。
類似キャラとして、第10話と第18話では「女の子になった自主規制君」、第21話では美少女の「自主規制ちゃん」も登場している。
その他にも第50話ではクイズ番組のマスコットキャラクター、各社公式サイトでのいわゆる「工事中」画面、小説版第1弾ではワニを叩くゲームのワニの代わりに登場している。
魔王
第10話と第50話に登場。上記を参照。
シュミット・ヘン・バッハ
声 - 浪川大輔
第18話に登場。白皇学院の臨海学校専用の島である「白皇島」に今年から就任した専属執事兼支配人の美青年。口癖は「クリエイト」。ザンボットムーンアタックを出す「シンクロナイズドスイミングあやつりマシーン」と、着替えをクリエイトする「ランスロット」を操縦する。
ゴキブリマン
声 - 四宮豪
第19話に登場。1週間以内に2人以上に見せないと死ぬといわれる、「例の輪っか的ビデオ」の2番煎じのパチもんビデオ「the Wakka」から出てきた妖怪。ゴキブリが嫌いなマリアとハヤテをしつこく追い回す。最後は伊澄に退治された。
介護ロボ9号

暮里 詩音（くれさと しおん）
声 - 井上麻里奈
キリカの専属執事。キリカを「葛葉さま」と呼ぶ。髪の色がピンク色で容姿・言動も幼い中等部の女生徒だが、シークレットブーツを履くことで身長・年齢がハヤテと同じ位に見える中性的な碧髪の少年（本人曰く大人）に化けていた。シークレットブーツが脱げると本来の姿に戻ってしまう。シークレットブーツを履いた状態では、指をピアノの演奏状に動かして相手の脳に直接ピアノの調べを送り、不思議な世界に取り込む能力がある。ハヤテは「ポエムの人」と呼んでいる。第3クールOPでは男装した姿で登場している。
シークレットブーツを履いていてもどこか抜けた部分があり、愛歌や千桜に散々バカにされている。男性変身能力はヨーくんから与えられたもので、ヨーくんが倒されて以降は普通に女の子らしい格好で登場し、あいかわらずキリカの付き人をしている。
ヨーくん
キリカがペットとしている白い大蛇。ヨルムンガルドの略でヨーくん。キリカと詩音がアマゾンで幻のバニラビーンズを捜し求めていた時に発見した超古代執事文明の秘宝の守護者で、キリカに白蛇魔法の能力と黒の長髪の容姿、詩音に男性に変身する能力を授け、2人の意識を支配した。第39話で執事の力を取り戻したハヤテに倒された。
謎の闇執事軍団
ハヤテを手中に収めて色々なコスプレをさせるためにキリカから刺客として送り込まれる「謎の闇執事」たち。第29話〜第33話・第38話に登場した。当初は本編終了後のCM前のミニコーナー「今週の執事バトル」に登場していたが、ナベシン執事以降は本編内で登場するようになった。デュエル執事（声 - 小林由美子）、ビーダ執事（声 - 高木礼子）、ミニ四執事（声 - 佐藤利奈）、ナベシン執事（上記を参照）、現代的ベーゴマ玩具執事、サイボーグ車輪昆虫執事、マウンテンバイク戦闘執事、あやつり執事（声 - 福山潤）、サイボーグ執事（声 - 檜山修之）がいる。
多くの場合、別の作品の登場人物に容姿や能力が似ており、時には声優が同じこともある。別の作品に似たバトルをハヤテに仕掛けるため、権利の都合上バトル中に「自主規制君」が高確率で登場する。ビーダ執事に至っては放送版では常に武器（ビーダマン）が「見せられないよ！」で隠されているが、DVD版では解禁されビーダ執事の髪の色が黒から赤（元ネタの髪の色）に変わっており、ハヤテのビーダマンはタマをモチーフにしたデザインになっている。
イツキ、シュンジ
声 - 渡辺明乃（イツキ）、高橋美佳子（シュンジ）
第31話で三千院家の前でハヤテに保護された兄弟。イツキが兄。ナギが弟のようにかわいがっていたが、実は金目のものを狙う泥棒。正体を怪しんだ咲夜が残した宝物を盗み出そうとしたところを彼女に見つかったが、ナギに正体を知られて悲しませないように逃がしてもらい、宝物をプレゼントしてもらった。後にその宝物（漫才衣装とハリセン）を利用して漫才師を目指すこととなった。
ジェネオン松田
第34話に登場。上記を参照。
姫神 茜（ひめがみ あかね）
声 - 岩田光央
アニメ版の姫神。ナギの前執事で、もみ上げを編んでいる。目の下にくまがある。バナナが大好物であるほか、ナギを平気で殴る。マリア曰く、高い所が好きらしく、アニメではOPや昔の写真などで猿のように木の上にいることが多い。詩音の操る巨大ロボをあっさり倒す戦闘能力の持ち主。退職後は姿をくらました。初登場は第34話で、ナギに催眠術を解くための助言をした。サイボーグ執事相手に苦戦していたハヤテの前に再び表立って姿を現すが、その際は単眼の覆面を被って「（通りすがりの謎のヒーロー）プリンセスゴッド（姓の直訳）」と名乗る。伝説の執事服を集めている。仮面を外した素顔が僅かに登場。
作者が姫神姓であることを明らかにしたが、原作の姫神とは全くの別人であり、下の名前も違うとコメントしている。
『サンデー』本誌2007年44号に掲載時の第146話にて、最後のページの最後のコマに後ろ姿が登場しているが、作者の都合によりその後の展開が変更されたため、コミックス掲載分では別のコマに差し替えられている。
グラッチェ牧
声 - 城雅子
第35話に登場。歩とクラウスがお菓子作り教室に行った時の講師で、クラウスが作ったケーキを絶賛した。
走り屋・チャット
声 - 小杉十郎太（走り屋）、野島昭生（チャット）
第40話に登場。黒人の走り屋とハイテクカーの中枢コンピューター・チャットの2名。高速道路でナギを乗せた牛車を運ぶハヤテとレースを行い、ハイテクカーに搭載されたロケットブースターを使うが自滅した。
先輩
声 - 小西克幸
第46話に登場。潮見高校の生徒で、野球部所属。伊澄の体を借りた女子霊が汗を拭く権利をワタルと争い、野球対決で彼を破った。
女子霊
声 - 清水愛
第46話に登場。潮見高校の野球部のマネージャーの霊で、死後に校舎で様々な怪奇現象を起こしていた。井戸から上半身が飛び出た外見。伊澄の体を借り、自身の惚れている先輩の汗を拭いて成仏した。
ギンタン
声 - 比嘉久美子
第48話に登場。カップルの男。彼女（声 - 中島沙樹）といちゃついていた。
見切 照雄（みきり てるお）
声 - 若本規夫
第50話に登場。第4256回女子高生ウルトラクイズの司会者兼ナレーション。上半身が画面から隠れるほどの大男で、最後まで顔は出なかった。アシスタントの阿部マオに、「声が天の声にクリソツ」だと言われた。
アレスター B. セバスチャン
声 - 三宅健太
第51話に登場。ヴィクトリア エリザベス 執事派遣カンパニー日本支店支店長。ハヤテを1億5000万円でヘッドハンティングしようとした。しかしそれは、裏で帝がハヤテを試すために行っていた。

### 第3作・第4作
ツグミ・ルリ
声 - 井口裕香
アニメ第3期に登場。ナギの妹を名乗る謎の少女で、妹かどうかは保留のままムラサキノヤカタの住人となる。持つ者の幸運を吹き飛ばし不運を招く呪われた時計と呼ばれる三千院家の秘宝・黒椿（くろつばき）を狙っている。システマの使い手で、ハヤテも圧倒できる戦闘力を持つ。字はかなり下手で、平仮名ですらまともに書くことが出来ない。その正体は両親の手で砂漠に置き去りにされたところをドリーに拾われた孤児であり、ドリーをお母様と呼び慕っている。当初は妹と騙ってナギから黒椿の情報を引き出そうとしていたが、ナギからは興味を持たれておらず、煙たがれる一方で「あまり悪意は感じない」と評されていた。ナギの興味を得ようと努力するうちに彼女への友情を抱き始めるが、黒椿を諦めるように説得され、ドリーの命令との板ばさみになって苦悩。ムラサキノヤカタから姿を消し、自身の身柄と黒椿の交換を要求する脅迫状（筆跡からツグミが書いたものとバレバレだった）を残して、ナギをラスベガスに誘き寄せる。ラスベガスでは黒椿を奪おうと暗躍するも上手くいかず、黒椿の正体に気付いたナギに頼まれ、黒椿と引き換えにドリーのいる聖域から結婚指輪を持ち出そうとする。しかしドリーに気付かれて失敗し、黒椿を取り戻しに来たドリーの蔦に捕縛され、シン（の魂が入ったハヤテ）とナギの前に連れて来られる。そこでナギを救出しに来た伊澄と交戦。一度は伊澄を蹴り倒すが、本気を出した彼女の雷撃には耐えられずに気絶。搬送された病院の前でドリーの崩壊を見届ける。ドリーの消滅後はナギに結婚指輪を返し、シドウと共に去っていった。
原作にも第487話から、修学旅行・レベル5に紛れ込む形で登場。ナギの妹を自称する素性不明の少女という点は変わらないが、ナギの前に現れた目的等は異なる。美琴の意を受け、帝が回収できなかった王玉を密かに回収していた。
シドウ
声 - 箭内仁
カラス人間のような衣装と仮面をつけた姿をしているドリーの部下の一人。仮面の下はかなりのイケメン。ツグミを黒い竜巻で捕縛したり、翼で飛行するなどの能力を有しているが、ハヤテやヒナギク、伊澄との戦闘では一方的に敗北し、彼らを「非常識な連中」と（自分のことを棚に上げて）評した。ドリーには強い忠誠心を持っており、彼女が怪物化して暴走した際には制止しようとしたが、凶暴化した彼女には言葉が届かず、蔦による攻撃でビルに叩きつけられてしまった。ドリー消滅後はツグミと共に去っていった。
ドリー
声 - 神田朱未
黒椿を狙いツグミをナギの元に送った魔物。鳥の式神でツグミに指示を出していた。
普段は美しい女性の姿を取っているが、感情が昂ぶると凶暴化し、他人の話を聞かなくなる悪癖を持つ。
本名はドリアーデであり、巨大な木の怪物に変身することが出来るが、聖域と呼ばれる場所から離れると肉体を維持できない。
かつて王と呼ばれる男性に仕え、共に暮らしていた。王はドリーと永遠に暮らし続けることを望んだが、長大な寿命を持つドリーと人間である王が共に生き続けることは出来ないため、黒椿を使って王の魂を他者の肉体へ移し変え、延命させていた。しかし、何らかの理由により王の魂の入った黒椿を紛失し、それが三千院家に渡ったことを知る。そのため、当時泥棒だったシン・ハイエックに黒椿を奪うように唆したが、シンがそのまま紫子の執事（後に夫）になってしまったことで失敗。次にシンから結婚指輪を盗み、それと引き換えに黒椿を引き渡すことを要求するが、シンが取引場所のラスベガスへ向かう途中で事故死したことにより再度失敗。それから約13年後の2005年9月、ツグミを利用して黒椿を取り返そうと行動を開始する。しかしツグミが自身を裏切って指輪を盗もうとしたことに業を煮やし、自ら聖域を出て黒椿を取り戻しにスターサイドホテルのナギの元に出向く。そこでナギとシン（の魂が入ったハヤテ）に王の魂が消滅したことを告げられて逆上。ナギを蔦で絞めつけて黒椿を奪おうとしたが、シンと再び入れ替わったハヤテに魔剣・黒椿で斬られてナギを奪い返され、同時に肉体が崩壊する。今際の際にナギからシン（の肉体に入った王）が「ありがとうドリー、愛している」と言い遺して逝ったことを聞き、涙を流しながら消滅した。
シン・ハイエック
声 - 杉田智和
三千院ナギの父親。原作にも回想シーンにのみ登場していたが、アニメ第3期にて詳細な描写が行われた。
幼い頃に両親を亡くし、貧しい暮らしをしていたため「何もない人生に、価値を見出すため」という理由で泥棒となり、業界から一目置かれるまでの存在となるも、いくら盗んでも満足することのない人生に虚しさを感じていた。
その後、ドリーの口車に乗せられ、業界から一目置かれる大泥棒となるために秘宝・黒椿を狙い、三千院家に忍び込む。そこで三千院紫子と出会い脅そうとしたものの、逆に44マグナムで脅されて「運命の人はあなたでいいや」の一言で紫子の執事となる。当初は従ったフリをして隙を見て黒椿を盗むつもりだったが、紫子と過ごす内に彼女に惹かれ、「運命の人があなたで良かった」と思われたいようになり、後に結婚する。
その出自故か帝からは信頼されていなかったらしく、生前から「あえて高級な結婚指輪を渡せば、指輪を奪って去っていくはず」と評されていた。
帝の予想通り、ナギが誕生する直前に黒椿を盗み、ラスベガスに渡った際に交通事故で他界。しかも今際の際に言い遺した言葉は、彼が浮気していたとしか解釈出来ないものであった為、帝に激しく嫌悪され、生前の彼の写真は全て処分されていた。
実はドリーに奪われた結婚指輪を取り返すため、黒椿を持って単身ラスベガスへ渡った際に黒椿を触ってしまい、不運の呪いによって事故死していた。しかし、息絶える直前に魔剣・黒椿に胸を刺されたことで、精神だけが王と入れ替わり精神が生存したまま長らく黒椿の中で眠っていた。ハヤテが魔剣・黒椿に刺された際に精神が入れ替わってハヤテの身体に入り、初めて娘のナギと対面する。当初はナギが自分の娘であることに気付かず、執事を辞めると宣言して彼女の前を立ち去ってしまうが、事情を察したナギの策によって再び彼女と対面、わずかな時間ながら親子として会話する。黒椿を奪おうと現れたドリーからナギを救うべく、自身を魔剣・黒椿で刺し、ハヤテと入れ替わって王の消滅を証明。黒椿の中でハヤテと対面し、ナギの救助を依頼すると同時に「女を待たせている」と言い遺して去っていった。その後、女装して魂のステージで歌うことで黒椿の幸運の力を引き出してナギとハヤテを守り、女装姿のまま紫子と再会して消滅した。
全てが終わった後、ツグミから返却された結婚指輪はシンの願い通り、ナギの手で下田の三千院家墓碑に安置されている。
回想では当初、マリオネットのシルエットのみであったが、12話で初めて姿が描写された。目つきが鋭く、髪の色が金髪であるなどナギに似た特徴を有するが、髪型など容姿はハヤテに酷似しており、彼を知っている美琴はそのことに言及している。なお、原作ではアメリカ人であることが明かされている。
時計男
声 - 杉田智和
アニメ第4作・第11・12話に登場。タヌキと共にハヤテの夢の中に登場した、前作に登場した「黒椿」の中の人と名乗る存在で、壊れた懐中時計の姿をしている（長針、短針ともに8を指したまま）。マリアを除くヒロイン達にハヤテとキスをする夢を見せ、ハヤテが真夜中0時までに誰かとキスをしなければ黒椿の嘆きによって「ナギとの永遠の別れ」が訪れると告げる。その正体はタヌキ（紫子）と共に、現世に留まれる残り少ない時間でナギの人間関係を見守りたいと仕組んだシン・ハイエックであった。

## ゲームオリジナルキャラクター
渡良瀬 ミカゲ（わたらせ みかげ）
声 - 中島愛
『ハヤテのごとく!! ナイトメアパラダイス』に登場。

## 劇場オリジナルキャラクター
鈴音（すずね）
声 - 遠藤綾
田舎を訪れたハヤテの前に現れた謎の少女。幻術を操り、ナギと巻き込まれた生徒会三人組およびカユラを幻の遊園地の中に監禁。同時にハヤテたちからナギに関する記憶を抹消、さらにハヤテに対して1億5千万円ほどの価値を有するダイアモンド原石を手渡し、執事を辞めることを要求する。こちらも参照。